# Kiew
|  |  |
|  |  |
|  |  |
|  |  |

Kiew oder Kyjiw (ukrainisch Київⓘ [ˈkɪjɪu̯]; [ˈkiːɛf] russisch Киевⓘ Kijew [ˈkʲi(ɪ̯)ɪf]; englisch Kyiv [ˈkɪjiv]; jiddisch קיעוו Kiew; siehe auch zur Schreibweise des Ortes) ist die Hauptstadt und größte Stadt der Ukraine. Sie liegt am bis hierhin für kleinere Seeschiffe befahrbaren Dnipro und hat auf einer Fläche von 847,66 km² nahezu 3 Millionen Einwohner. Die Agglomeration umfasst mehr als vier Millionen Einwohner.
Kiew gilt als wichtiger Bildungs- und Industriestandort und bildet darüber hinaus den wichtigsten Verkehrsknotenpunkt des Landes. Wegen der vielen Kirchen und Klöster und seiner Bedeutung für die orthodoxe Christenheit wird Kiew seit dem Mittelalter außerdem als Jerusalem des Ostens bezeichnet. Die im 11. Jahrhundert begonnene Sophienkathedrale und das Kiewer Höhlenkloster, eines der ältesten orthodoxen Klöster der Kiewer Rus, stehen seit 1990 auf der UNESCO-Liste des Weltkulturerbes.

## Geografie

### Topografie

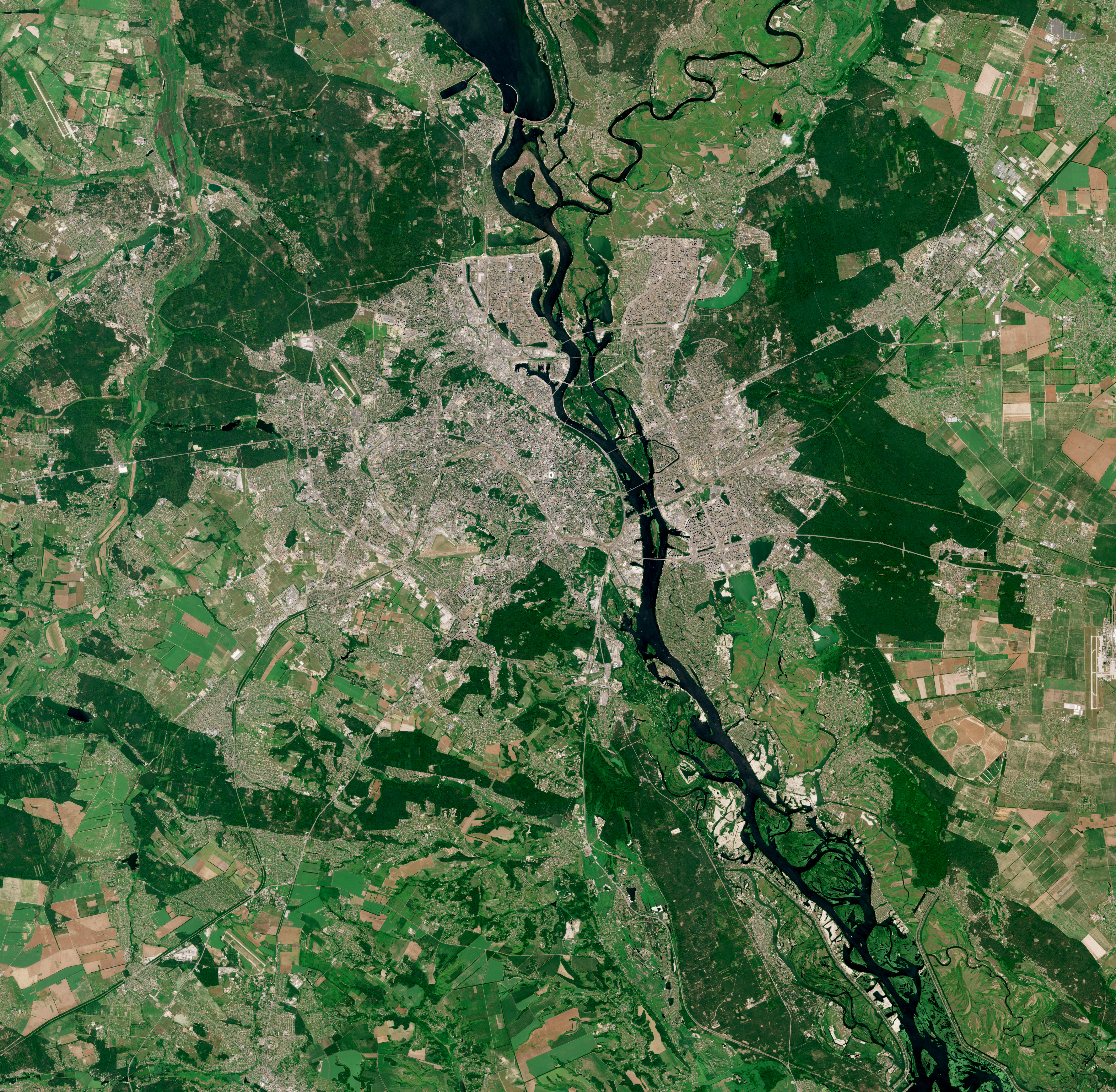
Satellitenbild Kiews

Die Stadt liegt auf beiden Ufern des Dnipro, der nach Süden dem Schwarzen Meer entgegen fließt. Das rechte, westliche Flussufer mit dem historischen Stadtzentrum ist von zahlreichen, ursprünglich bewaldeten, kleinen Hügeln des Dniprohochlandes geprägt. Ein ständiges Auf und Ab sowie Kastanienbäume sind typisch für die Kiewer Innenstadt. Die Hügel fallen hier steil zum Fluss ab. Weiter im Norden – im Stadtteil Podil – besteht ein flacher und breiter, bebauter Uferstreifen.
Das linke, östliche Flussufer wurde erst im 20. Jahrhundert erschlossen. Im Gegensatz zur gegenüberliegenden Seite ist es flach und von Waldsteppe geprägt. Hier finden sich auch zahlreiche Seen. Einige kleine Nebenflüsse, wie die Lybid, münden innerhalb des Stadtgebietes in den Dnipro. Dieser verzweigt sich im Stadtgebiet in zahlreiche Wasserläufe. Die Truchaniw-Insel und weitere größere Inseln, die kaum bebaut wurden, dienen als Naherholungsgebiete.

### Klima
Das Klima in Kiew ist ein kontinentales Klima, in der Klimaklassifikation nach Köppen ist es als DfB eingeordnet, das heißt, (D) der kälteste Monat hat eine Temperatur von weniger als −3 °C, der wärmste Monat liegt über 10 °C, (f) alle Monate sind feucht und (B) die Temperatur liegt unter 22 °C, es gibt aber noch mindestens vier Monate, die wärmer als 10 °C sind. Die Sommer sind warm mit Durchschnittstemperaturen von 19,3 bis 25,3 °C in den Monaten Juni, Juli und August. Die kältesten Monate sind Dezember, Januar und Februar mit Durchschnittstemperaturen von −4,6 bis −1,1 °C. Am 31. Juli 1936 wurde die Rekordhöchsttemperatur von 39,4 °C gemessen. Die tiefste gemessene Temperatur war −32,2 °C am 9. Februar 1929. Der Schnee bedeckt den Boden durchschnittlich 97 Tage und die Schneehöhe erreicht im Februar eine durchschnittliche Höhe von 20 cm (Maximum 440 cm). Die durchschnittliche Anzahl der frostfreien Tage beträgt 180 Tage. Kiew war üblicherweise von Mitte November bis Ende März mit Schnee bedeckt, wobei dies in den letzten Jahren rückläufig ist. Die Niederschläge betragen durchschnittlich 618 mm pro Jahr und sind über das ganze Jahr verteilt (zwischen 38 und 68 mm je nach Monat), mit den höchsten Werten im Sommer. Die Anzahl der Sonnenstunden liegt bei durchschnittlich 1843 Stunden mit einem deutlichen Maximum im Sommer und einem Minimum zwischen November und Februar.
|                       | Jan  | Feb  | Mär  | Apr  | Mai  | Jun  | Jul  | Aug  | Sep  | Okt  | Nov  | Dez  |   |       |
| Mittl. Tagesmax. (°C) | −2,6 | −1,1 | 4,3  | 13,6 | 20,5 | 23,5 | 24,5 | 24,0 | 19,1 | 12,3 | 4,8  | 0,1  | ⌀ | 12    |
| Mittl. Tagesmin. (°C) | −8,2 | −6,8 | −2,1 | 4,8  | 10,7 | 13,8 | 15,1 | 14,4 | 10,0 | 4,8  | 0,0  | −4,6 | ⌀ | 4,4   |
|                       |      |      |      |      |      |      |      |      |      |      |      |      |   |       |
| Niederschlag (mm)     | 47,7 | 46,0 | 38,9 | 48,3 | 52,5 | 72,5 | 88,0 | 69,2 | 46,7 | 35,1 | 51,3 | 51,7 | Σ | 647,9 |
|                       |      |      |      |      |      |      |      |      |      |      |      |      |   |       |
| Sonnenstunden (h/d)   | 1,4  | 2,3  | 3,6  | 5,4  | 8,3  | 9,1  | 9,3  | 8,1  | 6,3  | 4,0  | 1,7  | 1,0  | ⌀ | 5,1   |
|                       |      |      |      |      |      |      |      |      |      |      |      |      |   |       |
| Regentage (d)         | 16,7 | 14,2 | 12,9 | 11,6 | 11,8 | 13,1 | 13,3 | 10,8 | 10,2 | 9,9  | 14,8 | 17,4 | Σ | 156,7 |
|                       |      |      |      |      |      |      |      |      |      |      |      |      |   |       |
| Luftfeuchtigkeit (%)  | 87   | 85   | 79   | 67   | 59   | 62   | 63   | 67   | 70   | 77   | 87   | 89   | ⌀ | 74,3  |

| −8,2 |

| −6,8 |

| −2,1 |

| 4,8 |

| 10,7 |

| 13,8 |

| 15,1 |

| 14,4 |

| 10,0 |

| 4,8 |

| 0,0 |

| −4,6 |

| −8,2 |

| −6,8 |

| −2,1 |

| 4,8 |

| 10,7 |

| 13,8 |

| 15,1 |

| 14,4 |

| 10,0 |

| 4,8 |

| 0,0 |

| −4,6 |

### Stadtgliederung
Kiew ist Verwaltungssitz der umgebenden Oblast Kiew und des Rajon Kiew-Swjatoschyn.
Administrativ wird Kiew in zehn Verwaltungsbezirke (Rajone) unterteilt.

Stadtrajone von Kiew

| Name                | Ukrainische Bezeichnung | Bemerkung                                             | Fläche in km² | Bevölkerung 2001 | Bevölkerung 2020 | Einwohner/ km² 2020 |
| ------------------- | ----------------------- | ----------------------------------------------------- | ------------- | ---------------- | ---------------- | ------------------- |
| Rajon Darnyzja      | Дарницький              | nach der im Rajon aufgegangenen Ortschaft Darnyzja    | 133,63        | 282.359          | 348.376          | 2.607               |
| Rajon Desna         | Деснянський             | nach dem Fluss Desna                                  | 148           | 336.209          | 368.942          | 2.493               |
| Rajon Dnipro        | Дніпровський            | nach dem Fluss Dnipro                                 | 066,7         | 331.618          | 358.377          | 5.373               |
| Rajon Holossijiw    | Голосіївський           | nach der im Rajon aufgegangenen Ortschaft Holossijiw  | 156,35        | 202.993          | 254.298          | 1.626               |
| Rajon Obolon        | Оболонський             | nach der im Rajon aufgegangenen Ortschaft Obolon      | 110,2         | 306.173          | 318.509          | 2.890               |
| Rajon Petschersk    | Печерський              | nach dem Kiewer Höhlenkloster                         | 019,55        | 131.127          | 163.544          | 8.365               |
| Rajon Podil         | Подільський             | nach dem Stadtviertel Podil                           | 034,04        | 180.424          | 208.958          | 6.139               |
| Rajon Schewtschenko | Шевченківський          | nach Taras Schewtschenko                              | 027           | 237.213          | 216.927          | 8.034               |
| Rajon Solomjanka    | Солом’янський           | nach dem im Rajon aufgegangenen Dorf Solomjanka       | 040,04        | 287.801          | 384.246          | 9.597               |
| Rajon Swjatoschyn   | Святошинський           | nach der im Rajon aufgegangenen Ortschaft Swjatoschyn | 103           | 315.410          | 342.271          | 3.323               |

## Bevölkerung
Nach der offiziellen Volkszählung in der Ukraine lebten im Jahr 2001 in Kiew etwa 82,2 % Ukrainer und 13,1 % Russen. Daneben gibt es kleine Minderheiten anderer Nationalitäten und Volksgruppen (Belarussen, Polen, Armenier, Juden und andere).
| Nationalität | Einwohner | 1989 (%) | 2001 (%) | Veränderung (%) |
| ------------ | --------- | -------- | -------- | --------------- |
| Ukrainer     | 2.110.800 | 72,5     | 82,2     | +13,3           |
| Russen       | 0.337.300 | 20,9     | 13,1     | −37,1           |
| Juden        | 0.017.900 | 03,9     | 00,7     | −82,1           |
| Belarussen   | 0.016.500 | 01,0     | 00,6     | −34,5           |
| Polen        | 0.006.900 | 00,4     | 00,3     | −33,7           |
| Armenier     | 0.004.900 | 00,2     | 00,2     | +08,9           |

| Altersgruppe | Einwohner | Einwohner | Einwohner | Einwohner | Einwohner | Einwohner |
| Altersgruppe | 2012      | 2012      | 2012      | 2021      | 2021      | 2021      |
| Altersgruppe | Gesamt    | Männer    | Frauen    | Gesamt    | Männer    | Frauen    |
| ------------ | --------- | --------- | --------- | --------- | --------- | --------- |
| 0–14 Jahre   | 380.144   | 195.556   | 184.588   | 486.884   | 251.090   | 235.794   |
| 15–64 Jahre  | 2.052.516 | 959.406   | 1.093.110 | 1.980.438 | 932.200   | 1.048.238 |
| ab 65 Jahre  | 340.291   | 124.543   | 215.748   | 453.551   | 163.859   | 289.692   |
| Gesamt       | 2.772.951 | 1.279.505 | 1.493.446 | 2.920.873 | 1.347.149 | 1.573.724 |

Die Demografische Entwicklung der vergangenen tausend Jahre:
Quellen: 1897:, 1926. 1939, 1961:, 1970:, 1979, 1989:1995-2010:2020:

### Sprache
Heutzutage wird in Kiew hauptsächlich auf Ukrainisch und Russisch gesprochen, wobei die Tendenz besteht, dass Ukrainisch vorherrscht. Die Invasion Russlands in die Ukraine löste eine neue Ukrainisierungswelle in der Stadt aus, immer mehr Menschen sprechen lieber Ukrainisch. Laut einer Umfrage des International Republican Institute im April–Mai 2023 wurde Ukrainisch zu Hause von 59 % der Stadtbevölkerung gesprochen, Russisch von 38 %.
Laut Umfragen der Rating Sociological Group aus dem Jahr 2017 wurde Ukrainisch zu Hause von 30 % der Stadtbevölkerung gesprochen, Russisch von 33 %, Ukrainisch und Russisch zu gleichen Teilen von 36 %, Ukrainisch und eine andere Sprache zu gleichen Teilen von 1 %.
Die Sprachensituation Kiews hat sich im Laufe der Geschichte mehrfach grundlegend verändert.
Zur Zeit der Kiewer Rus wurde in Kiew Altostslawisch gesprochen, aus dem sich das moderne Ukrainisch (sowie das Russische) entwickelte. Unter dem Einfluss Polen-Litauens hielt die polnische Sprache spätestens ab dem 16. Jahrhundert Einzug in Kiew und wurde noch Anfang des 19. Jahrhunderts von einem großen Teil der Kiewer Stadtbevölkerung gesprochen. Bereits im 17. Jahrhundert wurde Kiew jedoch Teil des Russischen Reichs, parallel dazu wurde das Russische von staatlicher Seite eingeführt und avancierte allmählich zur dominierenden Sprache Kiews. Im Jahr 1902 sprachen von den damals 319.000 Einwohnern noch etwa 20.000 Polnisch. Mit Ausnahme einiger kurzer Unterbrechungen wurde in Kiew auch zur Zeit der Sowjetunion das Russische gegenüber dem Ukrainischen bevorzugt und das Ukrainische immer weiter verdrängt. In den 1980er Jahren war Kiew zum großen Teil russischsprachig.
Nach dem Zerfall der Sowjetunion und seit der Unabhängigkeit der Ukraine ist jedoch wieder eine Tendenz zum Ukrainischen erkennbar.
Bei einer öffentlichen Befragung 2005 haben insgesamt 64 % der Kiewer Ukrainisch und 34 % Russisch als ihre Muttersprache genannt. Diese Zahlen sind jedoch nur bedingt aussagekräftig und geben nur teilweise Aufschluss über die im Alltag bevorzugte Sprache, da viele Ukrainer unter dem Begriff Muttersprache einfach nur ihre nationale Sprache verstehen und nicht Muttersprache im linguistischen Sinn.
Eine Studie aus demselben Jahr, mit anderer Fragestellung, ergab für Kiew davon abweichende Zahlen. Dabei erklärten 41,2 % der Befragten, sowohl Russisch als auch Ukrainisch im Alltag zu nutzen, 39,9 % der Befragten bedienten sich ausschließlich des Russischen und 18,1 % sprachen in der Regel nur Ukrainisch.

### Religion
Der auch im Stadtwappen abgebildete Patron von Kiew ist der Erzengel Michael.
Kiew ist Sitz des Metropoliten der ukrainisch-orthodoxen Kirche sowie eines russisch-orthodoxen Metropoliten. Die Kiewer Sophienkathedrale ist die zweitälteste ostslawische Kathedrale, nach der Verklärungskathedrale in Tschernihiw.
Der Großerzbischof der mit der römisch-katholischen Kirche unierten griechisch-katholischen Kirche hat 2005 seinen Sitz von Lwiw nach Kiew verlegt.
Seit 1991 gibt es wieder eine evangelisch-lutherische Gemeinde in der ukrainischen Hauptstadt. Am 29. November 1998 erhielt sie vom Staat auch ihre St. Katharinenkirche wieder zurück. Die Gemeinde, die zur Deutschen Evangelisch-Lutherischen Kirche der Ukraine gehört, setzt sich hauptsächlich aus Russlanddeutschen, aber auch aus dem Personal der deutschsprachigen Botschaften mit ihren Familien zusammen.
In Kiew gibt es auch heute trotz mehrerer Emigrationswellen eine zahlenmäßig bedeutende jüdische Minderheit.
Auch das Islamische Institut und die Geistliche Verwaltung der Muslime in der Ukraine befinden sich in Kiew.

## Geschichte

### Namensetymologie und Schreibweise
Die Schreibweise der Stadt Kiew im kyrillischen Alphabet lautet auf Ukrainisch „Київ“, auf Russisch „Киев“. Die im Deutschen etablierte Schreibweise „Kiew“ kann als Ergebnis einer Transkription der russischen Schreibweise in das lateinische Alphabet der deutschen Sprache aufgefasst werden. Mit Blick auf ihre Unabhängigkeit von der Sowjetunion bevorzugt die Ukraine deshalb auf den ukrainischen Namen zurückgehende Schreibweisen. Dagegen einigten sich deutsche Nachrichtenagenturen noch im Jahr 2014 auf die Weiterverwendung der Bezeichnung „Kiew“. Nach dem russischen Überfall auf die Ukraine 2022 begannen einige deutsche Medien, die von der ukrainischen Schreibweise abgeleitete deutsche Transkription „Kyjiw“ zu verwenden. Im Duden werden beide Bezeichnungen, sowie als alternative Schreibweisen „Kyiv“ und „Kyïv“ geführt. Angesichts des Umstands, dass viele ukrainische Städtenamen „tief im Bewusstsein verwurzelt“ seien und demnach „die Loslösung ukrainischer Namen von ihrem postkolonialen Erbe nicht unproblematisch sein werde“, rät die Übersetzerin Claudia Dathe zu einer „Übergangszeit“.
Das österreichische Außenministerium nutzt seit 2022 offiziell die Schreibweise Kyjiw. Die Taz meldete am 24. Februar 2023 unter dem Titel Kyjiw statt Kiew – Ukrainisch für Fortgeschrittene: „Die taz nutzt nun die ukrainische Schreibweise für Kyjiw anstelle der russischen. Dass noch wenige hier sie kennen, liegt an fehlendem Wissen über die Kultur.“ Das Auswärtige Amt teilte am 23. Februar 2024 die Umstellung auf „Kyjiw“ mit. Der Spiegel und die Zeit haben am 30. Oktober 2024 die Schreibweise auf Kyjiw geändert.
International wird statt „Kiev“ seit 2014 ebenfalls vermehrt die Schreibweise „Kyiv“ genutzt. Diese entspricht dem ukrainischen Standard National 1996 zur Umschrift, der insbesondere bei Ortsnamen verwendet wird. Die Umbenennung wurde 2018 durch die Online-Kampagne KyivNotKiev des ukrainischen Außenministeriums forciert. Medienunternehmen wie Reuters, CNN, BBC News, Al Jazeera, eine Reihe von bedeutenden englischsprachigen Zeitungen sowie die englischsprachige Wikipedia verwenden den Namen „Kyiv“.
Historisch bedingt existiert darüber hinaus im Polnischen die Eigenbezeichnung „Kijów“ mit geschlossenem u-Laut.

### Frühgeschichte und Gründung

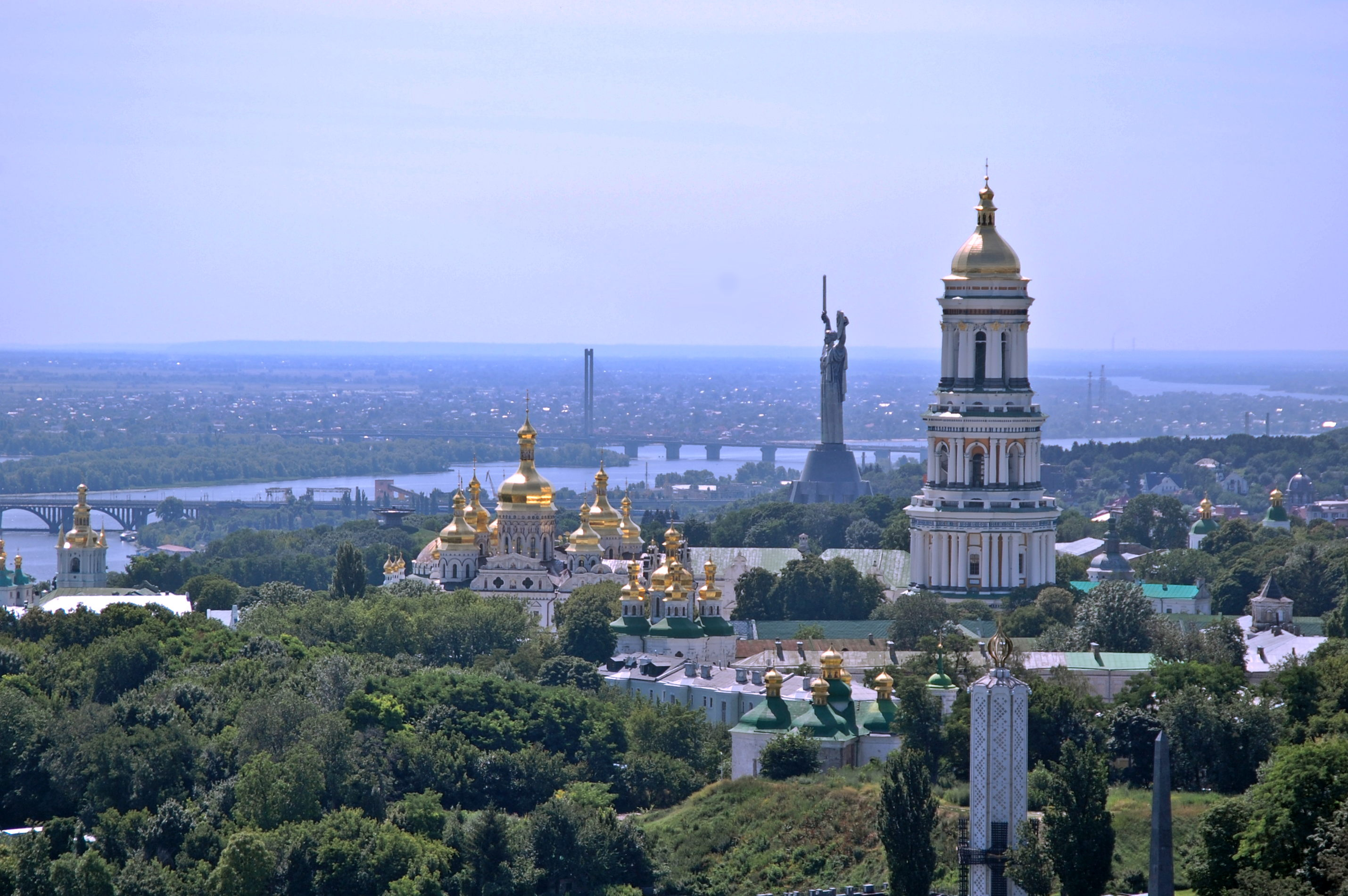
Das auf den Hügeln des Westufers des Dnipro gelegene Höhlenkloster und die Mutter Ukraine, dahinter der Dnipro und dessen flaches Ostufer

Älteste Siedlungsfunde auf heutigem Stadtgebiet stammen aus der Magdalénien-Kultur und befinden sich am Kiew-Kyrill-Wohnplatz im Stadtteil Podil.
Laut Nestorchronik wurde Kiew von den drei Brüdern Kyj, Schtschek und Choryw sowie ihrer Schwester Lybid aus dem Stamm der Poljanen gegründet, die auf drei Anhöhen Dörfer bauten. Sie errichteten noch eine Festung, die sie nach dem ältesten Bruder benannten („Kiew“ = ‚Stadt von Kyj‘, ukrainisch: Kyjiw). Dies soll spätestens am Anfang des 6. Jahrhunderts geschehen sein, da der Name des ostslawischen Fürsten Kyj in dieser Zeit in byzantinischen Chroniken erwähnt wurde.
Einigen westlichen, aber auch einigen ukrainischen Historikern (Kevin Alan Brook, Omeljan Pritsak) zufolge soll Kiew stattdessen um 840 von muslimischen Söldnern im chasarischen Heer als chasarische Garnison im Poljanenland gegründet worden sein, der Name der Stadt sei wie diese Söldner ostiranischen Ursprungs. Diese Theorie widerspricht jedoch Chroniken warägischer Herrscher aus dieser Periode.

### Chasarisches Reich
Unabhängig von der Gründungsfrage ist gesichert, dass Kiew im chasarischen Reich eine wichtige Grenz- und Handelsstadt war, die im Fernhandel zwischen der chasarischen Hauptstadt Atil und mitteleuropäischen Städten, wie Regensburg eine Schlüsselrolle einnahm. Handelsrouten wie diese wurden von den jüdischen Kaufleuten, den Radhanim, geprägt und machten Kiew am Ende des 9. Jhd. zu einem wichtigen Handelszentrum.

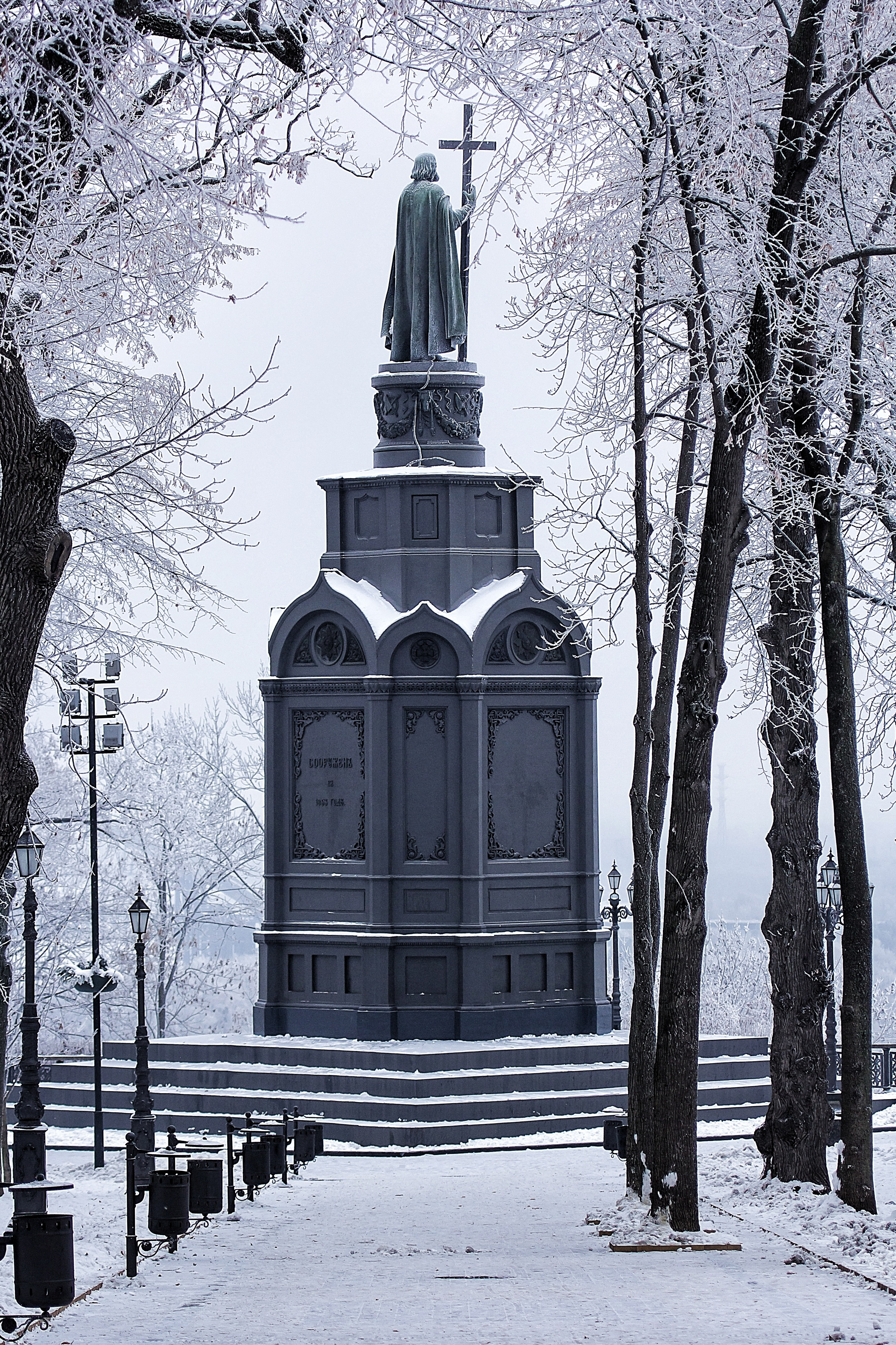
Denkmal für Wladimir den Heiligen

### Mittelalterliche Blütezeit

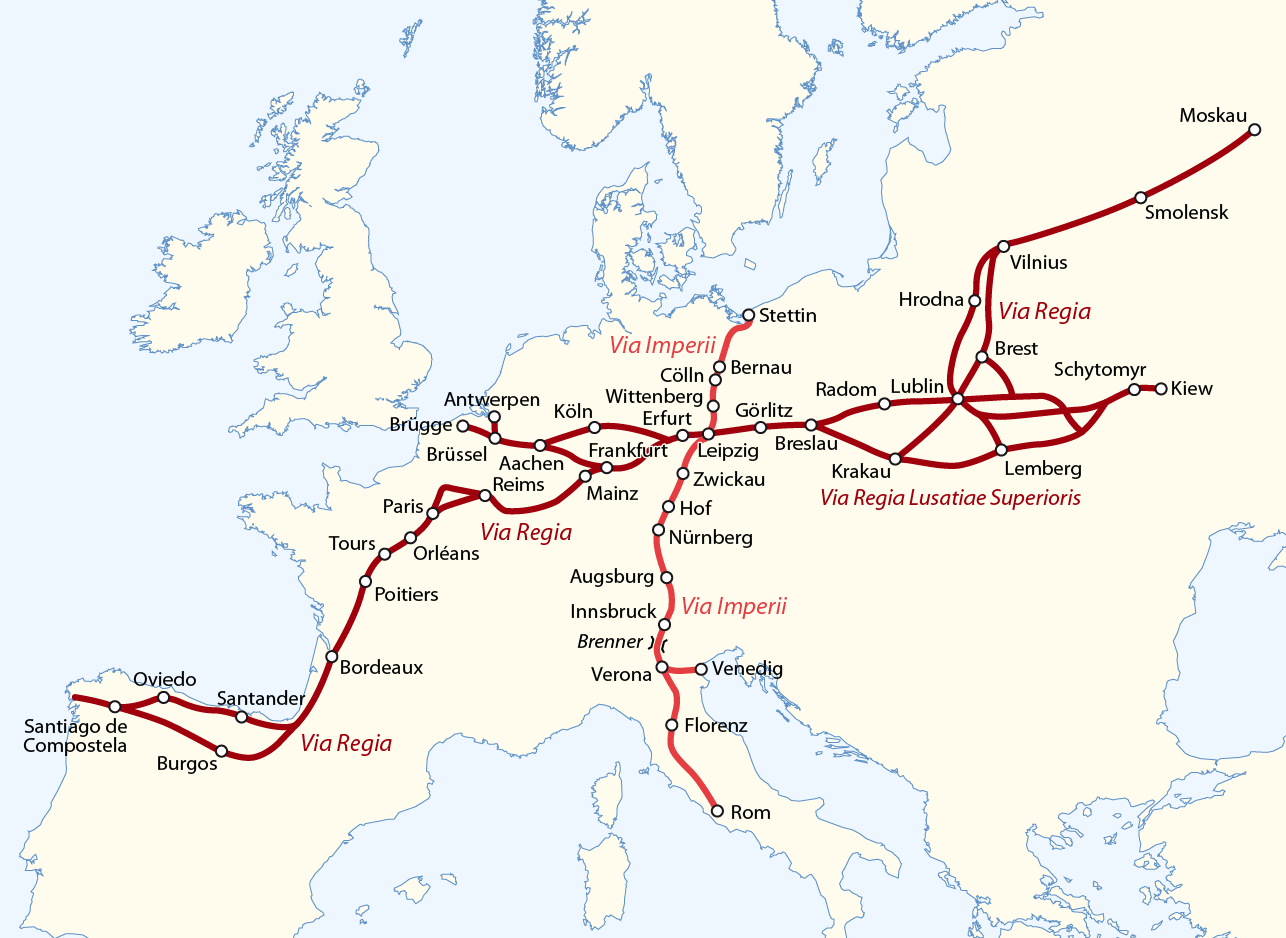
Im Mittelalter war Kiew neben Moskau die östlichste Stadt des Netzes der Via Regia und Via Imperii in Europa

Die Stadt hatte eine strategische Lage am Handelsweg von der Ostsee zum Schwarzen Meer, dem Weg von den Warägern zu den Griechen. Mitte des 9. Jahrhunderts herrschten in ihr die warägischen Fürsten Askold und Dir, bevor sie von Ruriks Feldherrn Oleg von Nowgorod 882 getötet wurden. Dieser vereinigte den gesamten Herrschaftsbereich der Waräger (Rus) entlang des Handelsweges und machte Kiew zur fürstlichen Residenz der Rus. 988 initiierte der Großfürst Wladimir I. den Übertritt der bis dahin heidnischen Rus zum orthodoxen Christentum byzantinischer Prägung. Dieser Akt war durch eine Massentaufe der Kiewer Bevölkerung im Dnipro und den Sturz der alten Götzen in den Fluss gekennzeichnet. Unter Wladimirs Sohn Jaroslaw dem Weisen wurde Kiew stark ausgebaut. Neben zahlreichen neuen Kirchen und Klöstern wurde die erste ostslawische Bibliothek gegründet. Die aktive Heiratspolitik und der Ausbau der Stadt machten sie in ganz Europa bekannt. Damit erreichte Kiew im 11. und 12. Jahrhundert den Höhepunkt seiner Entwicklung und wurde eine der größten Städte Europas.

### Niedergang
Nach dem Tod Jaroslaws begannen Erbfolgekämpfe, die sich auf die Stadt negativ auswirkten und zu wiederholten Eroberungen und Zerstörungen führten. So wurde Kiew 1169 durch Fürst Andrei Bogoljubski von Wladimir-Susdal erobert. Statt sich dort niederzulassen, nahm er den bis dahin an Kiew gebundenen Großfürstentitel mit nach Norden in seine Residenz bei Wladimir. Damit setzte sich der Zerfall des Kiewer Reichs fort. Dass Kiew nicht mehr Sitz des Großfürsten war, bedeutete nicht den Untergang der Stadt, da die Metropoliten der russisch-orthodoxen Kirche noch bis Ende des 13. Jahrhunderts in Kiew residierten. 1240 wurde Kiew im Zuge der mongolischen Invasion der Rus nach fast zehnwöchiger Belagerung von den Truppen Batu Khans erobert. Fast alle Einwohner wurden getötet und nahezu alle Gebäude niedergebrannt. Es wurde berichtet, dass von der großen und dichtbesiedelten Stadt nur noch 200 Häuser gestanden haben sollen. Nach einer erneuten Vernichtung der Stadt verließ der orthodoxe Metropolit 1299 Kiew und zog nach Wladimir.

### Polen-Litauen
1320/1365 kam Kiew infolge der Schlacht am Irpen und der Schlacht am Blauen Wasser an Litauen. Zunächst genoss das Fürstentum Kiew, das noch aus der Zeit der Kiewer Rus stammte, eine gewisse Autonomie innerhalb Litauens. Dessen Herrscher fürchteten allerdings Separationsbestrebungen und lösten das Fürstentum auf. 1482 wurde Kiew vom Krimkhan Meñli I. Giray verwüstet. Zwischen 1492 und 1497 wurde in Kiew das Magdeburger Recht eingeführt, eine Form des Stadtrechts, die ihren Ursprung in der Stadt Magdeburg hat und von dort aus erheblichen Einfluss auf die Stadtrechte in Ostmitteleuropa und Osteuropa entfaltete. Die Stadt wurde 1569 zu einer polnisch-litauischen Provinzhauptstadt (Woiwodschaft Kiew). Nach der 1596 erfolgten Kirchenunion von Brest wurde Kiew zum Schauplatz eines konfessionellen Kampfes zwischen den Katholiken und den Unierten einerseits und den Orthodoxen andererseits, die eine oktroyierte Unterordnung unter den Papst ablehnten. Im Jahr 1632 wurde mit dem Kiewer Mohyla-Collegium die erste Hochschule im ostslawischen Raum begründet.
Bis zum Vertrag von Andrussowo im Jahre 1667 gehörte Kiew zur Polnisch-Litauischen Adelsrepublik.

### Russisches Reich

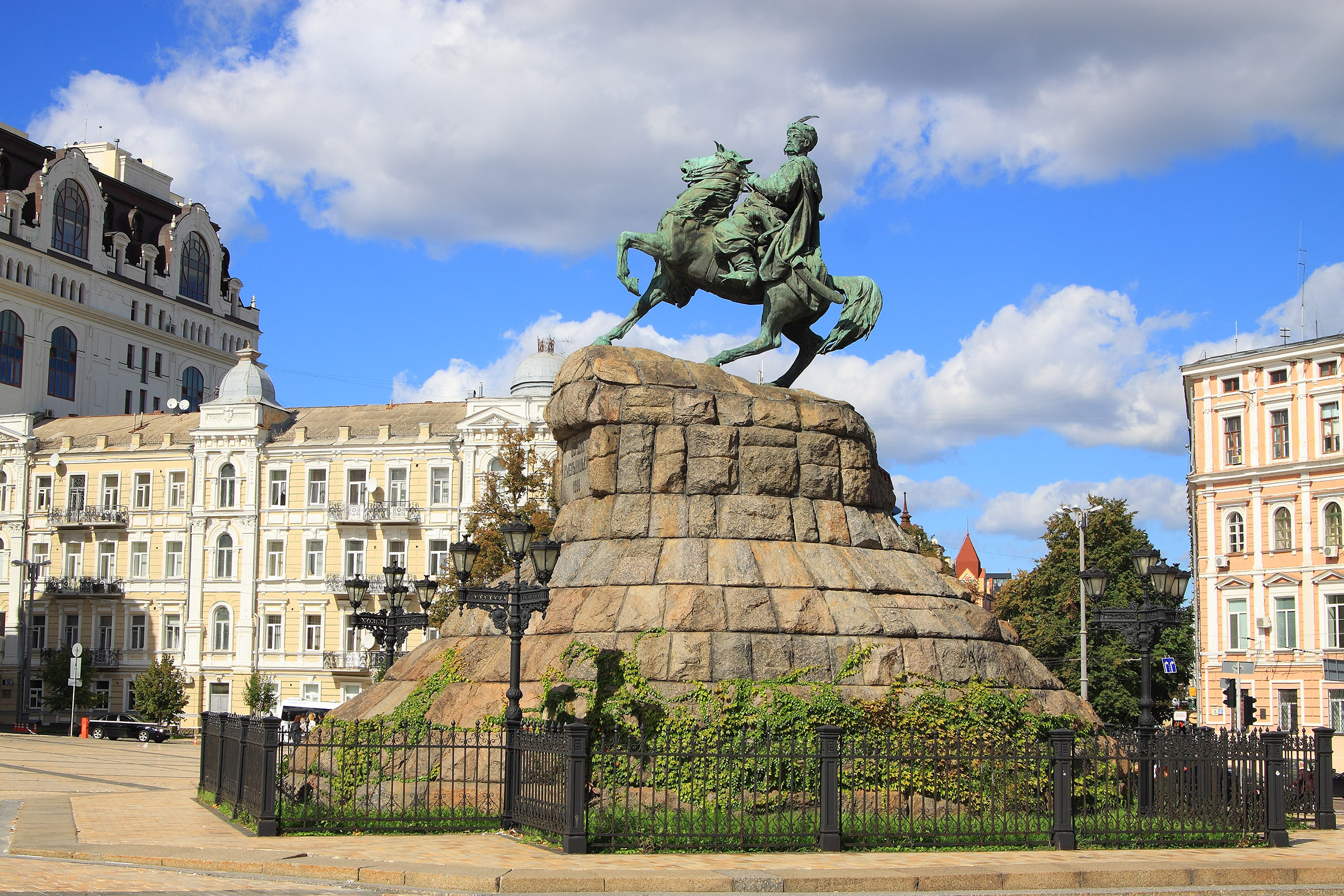
Denkmal für den Kosakenhetman Bohdan Chmelnyzkyj, den Anführer des großen Aufstandes gegen die polnische Herrschaft

Nach dem 1648 begonnenen Chmelnyzkyj-Aufstand wurde Kiew Hauptstadt des Hetmanats der Saporoger Kosaken. Diese unterstellten sich 1654 im Abkommen von Perejaslaw dem Moskauer Zaren. Unter der Herrschaft des Kosakenhetmans Iwan Masepa wurden zahlreiche wichtige Bauwerke erneuert und Schulen gegründet. Das Kiewer Höhlenkloster, die Sophienkathedrale und das St. Michaelskloster erhielten ihr heutiges Aussehen im Stil des ukrainischen Barocks.
1708 wurde Kiew Teil des Gouvernements Kiew und dessen Verwaltungssitz. Die russischen Militärbehörden begannen mit dem systematischen Ausbau der Stadt zu einer Festung. Zentrale Maßnahme war der 1706 begonnene Bau der Pechersker Zitadelle. Im 19. Jahrhundert wurde die Festung durch den Bau mehrerer Außenwerke erheblich erweitert.
Unter Kaiserin Elisabeth wurden die barocke Andreaskirche und der Marienpalast erbaut. 
Um 1800 gewann der Klassizismus an Einfluss auf die Stadtplanung. Ein herausragendes Beispiel dieser Epoche ist das Kontraktowa-Platz-Ensemble im Stadtteil Podil. Nach dem verheerenden Großbrand im Stadtteil Podil von 1811, wurde der Stadtteil nach Plänen der Architekten William Heste und Andrey Melensky neu gestaltet. Die zuvor geschwungenen Straßen wichen einem rechtwinkligen Raster, das bis heute erhalten ist. In diesem Zuge entstand auch das Hostynyj Dwir, ein Handelskomplex, der zwischen 1809 und 1813 nach Entwürfen von Luigi Rusca errichtet wurde.
Besonders Kaiser Nikolaus I., der Kiew liebevoll Jerusalem der russischen Erde nannte, tat nach seinem Regierungsantritt 1825 viel dafür, dass Kiew zu einem wichtigen Handels-, Verkehrs- und Industriezentrum des Russischen Reiches ausgebaut wurde. Unter anderem ließ er die St.-Wladimir-Universität, die heutige Nationale Taras-Schewtschenko-Universität Kiew, gründen und initiierte den Bau der massiven Nikolaus-Kettenbrücke über den Dnipro. Im Jahr 1888 feierte die Stadt mit großem Pomp den 900. Jahrestag der Christianisierung der Rus. Diesem Jahrestag wurde die Errichtung der Wladimirkathedrale im byzantinischem Stil gewidmet.

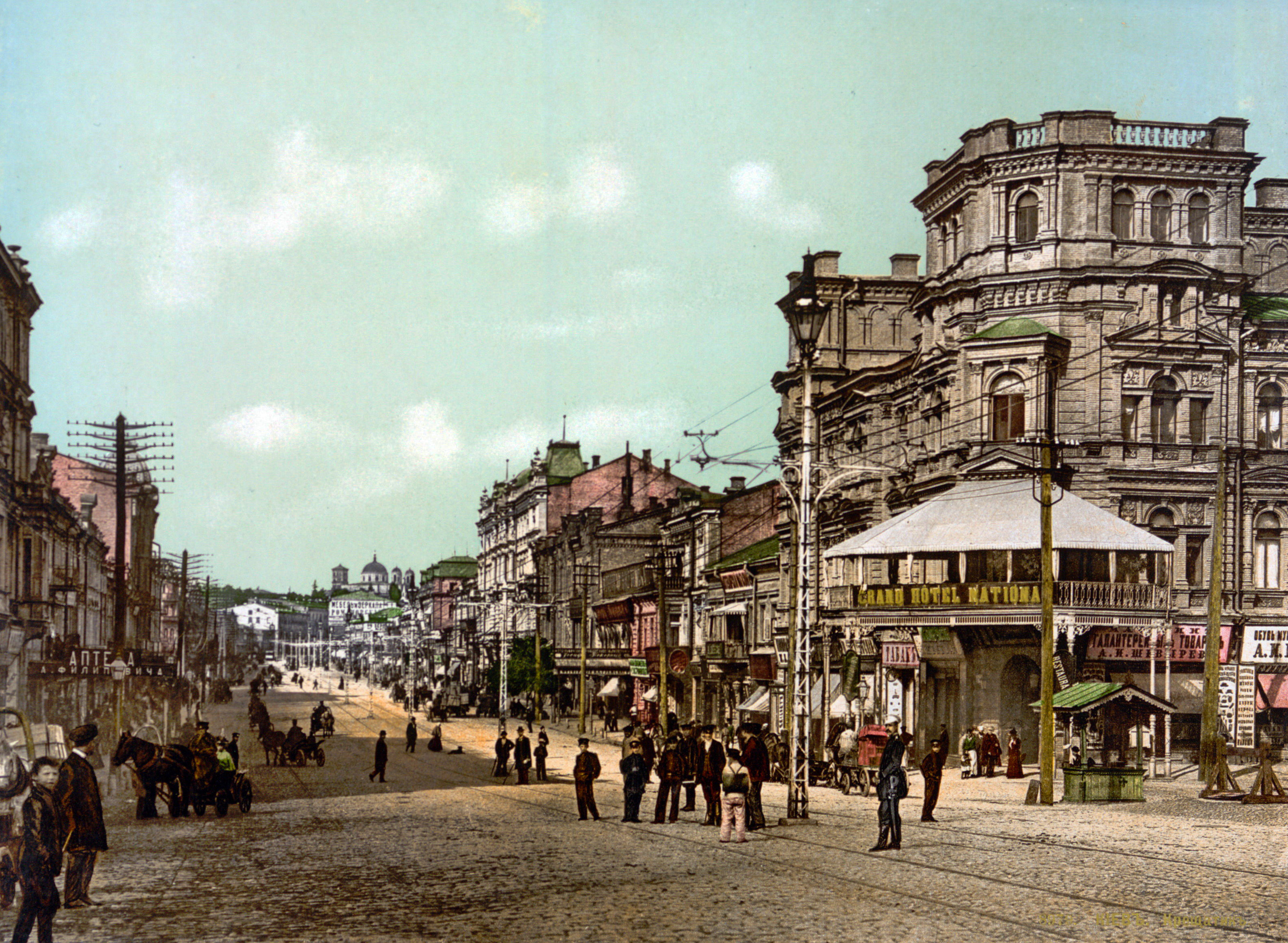
Chreschtschatyk 1899

Als erste Stadt des Russischen Reiches erhielt Kiew 1892 eine elektrische Straßenbahn. Um 1900, am Ende der Amtszeit von Bürgermeister Stepan Solskyj, hatte die Stadt etwa 250.000 Einwohner, und die Einwohnerzahl stieg in den nächsten Jahren weiter massiv an. Im Jahre 1911 wurde in Kiew der russische Ministerpräsident Pjotr Stolypin von einem Anarchisten erschossen.
Nach der Februarrevolution 1917 bildete sich in Kiew die Zentralna Rada, die am 25. Januar 1918 die Unabhängigkeit und Souveränität der Ukraine verkündete. Am 8. Februar 1918 eroberten die Bolschewiki die Stadt, die aber schon am 3. März 1918 im Rahmen der Operation Faustschlag von deutschen Truppen besetzt wurde.

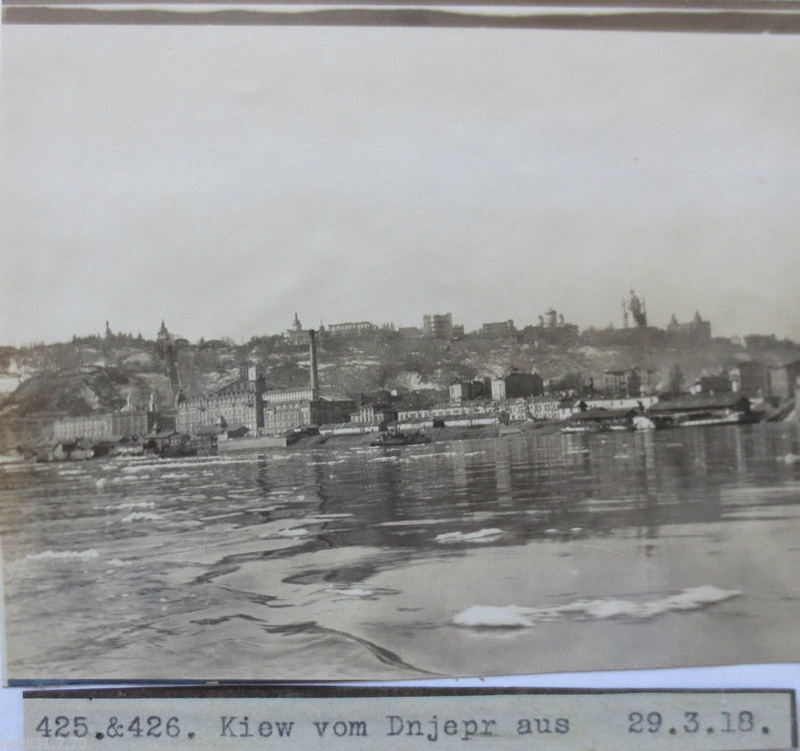
Panorama der Stadt, 1918

Das harte Besatzungsregime und die Ausbeutung der Ukraine brachte viele Ukrainer gegen die Deutschen auf, am 30. Juli 1918 fiel Oberbefehlshaber Hermann von Eichhorn zusammen mit seinem Adjutanten in Kiew einem Bombenattentat zum Opfer. Die deutschen Truppen zogen nach dem Waffenstillstand von Compiègne Mitte November 1918 wieder ab. Kiew war bis 1920 Schauplatz von Kämpfen im Rahmen des Russischen Bürgerkriegs, hier entstanden auch die kurzlebigen ukrainischen Nationalstaaten Ukrainische Volksrepublik und Ukrainischer Staat.

### Sowjetzeit
Ab 1920 war Kiew sowjetisch und zunächst nur Verwaltungssitz des 1925 aufgelösten Gouvernements Kiew. Nach der Bildung des Okrugs Kiew 1923 und der Oblast Kiew 1932 war Kiew auch deren Verwaltungssitz. Am 19. Januar 1934 wurde die Stadt an Stelle von Charkow zur Hauptstadt der Ukrainischen Sozialistischen Sowjetrepublik (SSR) und am 24. Juni 1934 zog die Regierung hierhin um. Im Verlauf der 1930er Jahre wurden in Kiew viele historische Bauten von den sowjetischen Behörden vernichtet. In Bykiwnja, einem Waldgebiet im Osten der Stadt, wurden während des Stalinismus etwa 130.000 Menschen ermordet.

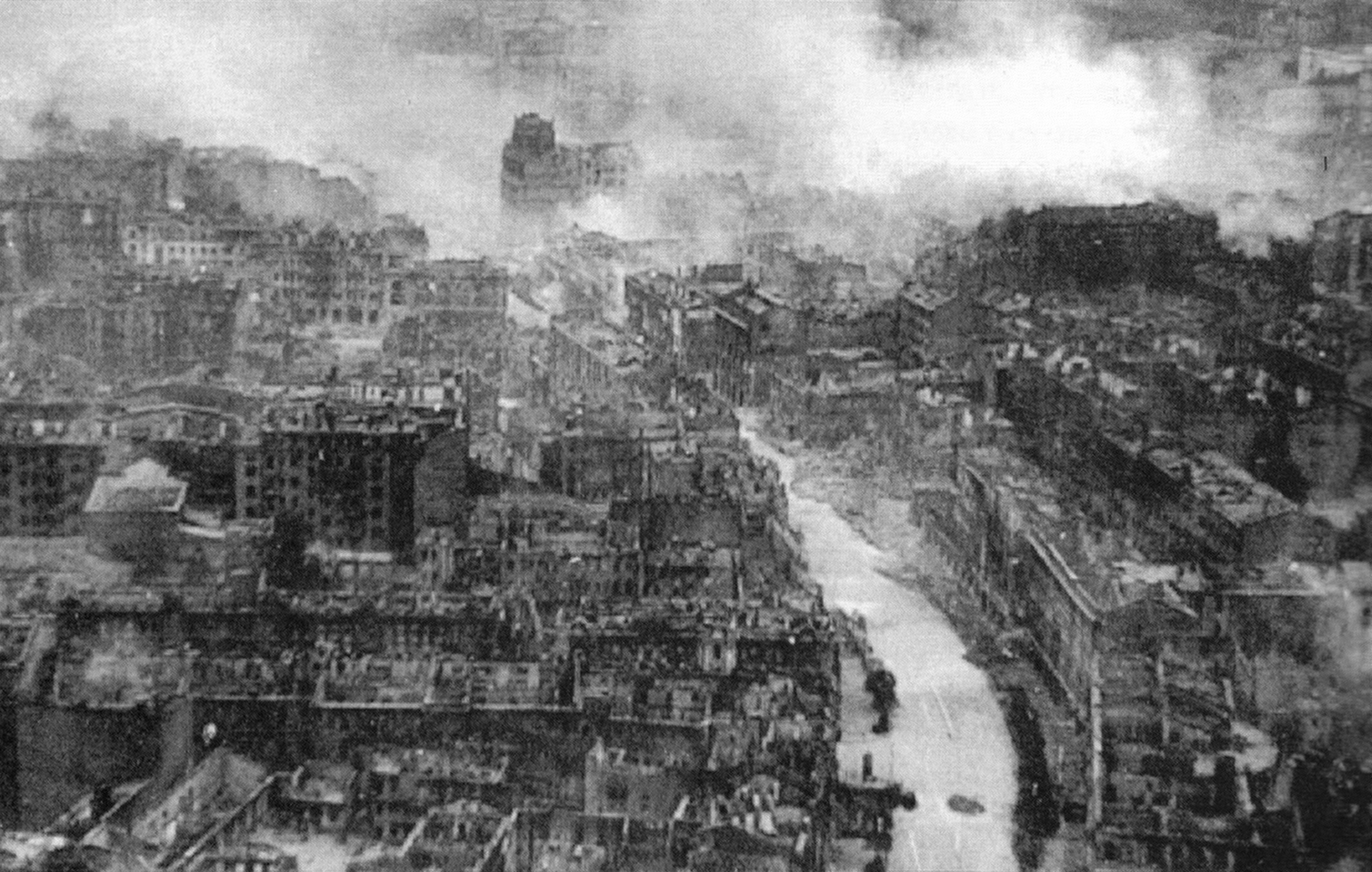
Kiew im Zweiten Weltkrieg

Vor dem deutschen Überfall auf die Sowjetunion zählte die Stadt 350.000 Juden, von denen die meisten rechtzeitig vor dem Einmarsch der Wehrmacht fliehen konnten, so dass beim Einmarsch im September 1941 nur noch 30 % der Juden in der Stadt (ca. 100.000) lebten. Während der deutschen Okkupation im Deutsch-Sowjetischen Krieg, vom 19. September 1941 bis zum 6. November 1943, wurden von den Besatzern 120.000 bis 160.000 sowjetische Kriegsgefangene und Zivilisten (vor allem Juden) in Kiew ermordet. Mehr als 33.000 Juden fielen allein dem Massaker von Babyn Jar bei Kiew am 29. und 30. September 1941 zum Opfer. 1942 wurde am Nordrand der Stadt das KZ Syrez errichtet.
Großen Schaden nahm die Stadt kurz nach der Schlacht um Kiew durch einen verheerenden Großbrand, der am 24. September 1941 durch ferngezündete sowjetische Sprengsätze ausgelöst wurde und erst am 29. September unter Einsatz der deutschen und einheimischen Feuerwehr durch das Sprengen von Brandschneisen gelöscht werden konnte. In einer zweiten Schlacht um Kiew wurde die Stadt von der Roten Armee am 6. November 1943 nach 778 Tagen deutscher Besetzung befreit. In der Stadt bestand (bis 1954) das Kriegsgefangenenlager 62 für deutsche Kriegsgefangene des Zweiten Weltkriegs, dazu das Kriegsgefangenenhospital 3201. Es gab mehrere Friedhöfe für Kriegsgefangene, der größte nördlich der Stadt mit etwa 20.000 Toten.
Kiew wurde 1946 aus der Oblast Kiew ausgegliedert und zur republikunmittelbaren Stadt erhoben. 1965 erhielt Kiew die Auszeichnung einer Heldenstadt.
In der Nachkriegszeit wurde die kriegszerstörte Großstadt rasch wiederaufgebaut, hohe Verdienste hat sich hierbei der russische Architekt Alexander Wassiljewitsch Wlassow erworben in Zusammenarbeit mit dem deutsch-sowjetischen Architekten Werner Schneidratus. Die Stadt setzte ihr schnelles Bevölkerungswachstum fort. Insbesondere die Zentralstraße Chreschtschatyk und der heutige Majdan Nesaleschnosti (damals Kalininplatz, später Platz der Oktoberrevolution) wurden monumental erweitert und umgebaut. Nach dem Moskauer Vorbild entstand die Kiewer Metro. Zur Erinnerung an den Sieg im Deutsch-Sowjetischen Krieg wurde auf der hohen rechten Dnipro-Seite die riesige Mutter-Heimat-Statue erbaut.
1982 fanden die Feierlichkeiten des 1500-jährigen Bestehens von Kiew statt. 1986 wurde die Stadt von der Tschernobyl-Katastrophe schwer getroffen.
Das Stadtgebiet wurde am 4. April 1978 um 110,7 Hektar, am 5. März 1982 um 624,3 Hektar und am 26. August 1988 um 3440 Hektar des Kiewer Umlandes erweitert.
Ausgelöst durch die Wahlen zum Obersten Sowjet der Ukrainischen SSR im März 1990 brachen vom 2. bis zum 17. Oktober auf dem Majdan Nesaleschnosti die als Revolution auf Granit bekannt gewordenen Proteste mit bis zu 100.000 Teilnehmern aus, diese führten zum Rücktritt von Witalij Massol als Vorsitzenden des Ministerrates der Ukrainischen SSR.

### Kiew seit der ukrainischen Unabhängigkeit 1991
Im Jahr 1991 wurde die damals zur USSR bzw. UdSSR gehörende Stadt nach dem Referendum über die Unabhängigkeit der Ukraine Staatsgebiet der Ukraine. Das Referendum ergab, dass von den Wählern in Kiew 5 % gegen und 92 % für die Unabhängigkeit der Ukraine von der Sowjetunion stimmten.
Infolge der Unabhängigkeit kam es zur Wiedererrichtung zahlreicher während der Periode des Stalinismus zerstörter Bauwerke, etwa des Michaelsklosters und der Christi-Geburt-Kirche im Stadtteil Podil. Ab November 2004 wurde die Innenstadt zum Schauplatz der Massenproteste gegen die Fälschungen bei der Präsidentschaftswahl 2004, die schließlich zur Orangen Revolution führten. Von Dezember 2013 bis Ende Februar 2014 war die Stadt Schauplatz des „Euromaidan“, einer Protestbewegung gegen die ukrainische Regierung, was zu deren Sturz führte. Nachdem Russland die Krim annektiert hatte, gab es seinen Widerstand gegen eine OSZE-Beobachtermission in der Ukraine auf und am 21. März 2014 wurden Beobachter in die Stadt entsandt. Am 9. Oktober 2019 gründeten 19 Gemeinden die Kiew-Agglomeration (Київська агломерація), um die sozioökonomische Entwicklung und den Ausbau der Infrastruktur des Ballungsraums zu beschleunigen und die Investitionsattraktivität des Großraums Kiew mit mehr als 4 Millionen Einwohnern zu erhöhen.
Die COVID-19-Pandemie in der Ukraine begann im März 2020. Die Kiewer Metro war auf Anordnung des ukrainischen Präsidenten vom 18. März bis zum 25. Mai 2020 geschlossen.
Anfang 2022 wurde der 100.000 COVID-Tote in der Ukraine registriert.

### Russischer Überfall auf die Ukraine 2022
Am 24. Februar 2022 begannen russische Truppen auf Befehl von Präsident Putin den russischen Überfall auf die Ukraine.
Seit dem ersten Tag des Überfalls bombardierten sie Kiew aus der Luft.
Die Stadt war ein Hauptziel der Invasion, bis sich die russischen Truppen Anfang April 2022 nach erfolglosen Kämpfen um Kiew aus dem gesamten Norden des Landes zurückzogen. Dennoch ist Kiew weiterhin regelmäßig Ziel russischer Luftangriffe (Stand Mai 2025).

## Kultur und Sehenswürdigkeiten

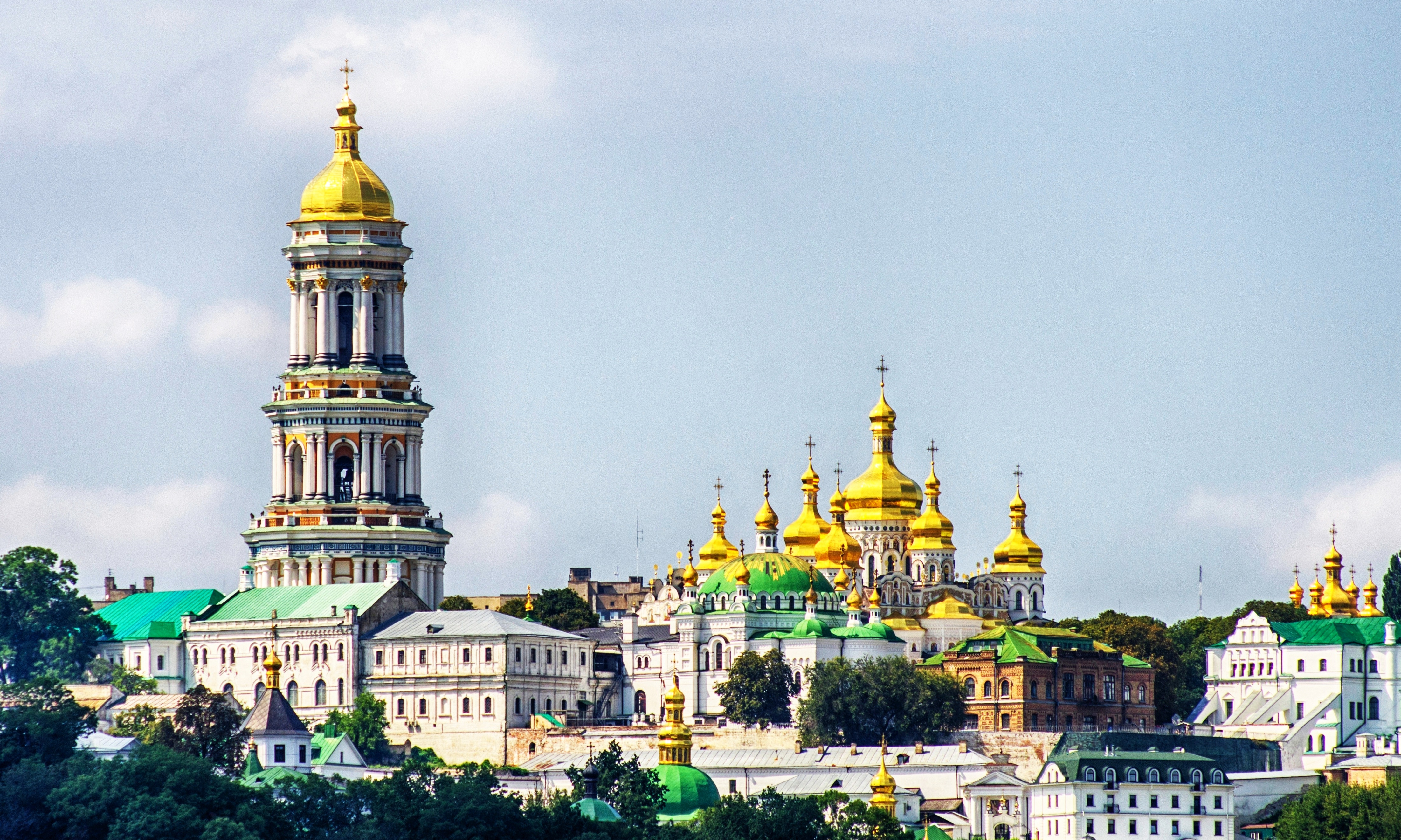
Das Kiewer Höhlenkloster, gegründet im 11. Jahrhundert

Kiew besitzt eine große Anzahl sehenswerter Kirchen, Profanbauten und Denkmäler. Als UNESCO-Weltkulturerbe wurde die Sophienkathedrale, das Kiewer Höhlenkloster und die Mariä-Entschlafens-Kathedrale (als Teil des Höhlenklosters) eingestuft. Außerdem befinden sich in der Stadt einige sehenswerte Synagogen, wie die Brodsky- und die Podil-Synagoge. Bedeutsame Straßen sind der Chreschtschatyk, der große Hauptstadtboulevard mit Gebäuden im Stil des sozialistischen Klassizismus und der für sein kulturelles Leben bekannte Andreassteig. Nicht zuletzt durch die Orange Revolution und den Euromaidan wurde der Majdan Nesaleschnosti, der Hauptplatz der Stadt mit dem Hotel Ukrajina und dem Unabhängigkeitsdenkmal der Ukraine, bekannt. Weitere bekannte Denkmale sind der Freiheitsbogen des ukrainischen Volkes mit einem monumentalen Bogen von 60 Meter Durchmesser und die 62 Meter hohe Kolossalstatue Mutter Ukraine. 27 Denkmäler von Führern aus der Sowjetzeit wurden seit 2009 auf Anweisung der Kiewer Stadtverwaltung im Zuge der Dekommunisierung entfernt. In der Stadt gibt es einen stationären Zirkus und einen Zoo mit über 3000 Tieren in etwa 400 Tierarten.
Kiew war 2005 und 2017 Austragungsort des Eurovision Song Contest.

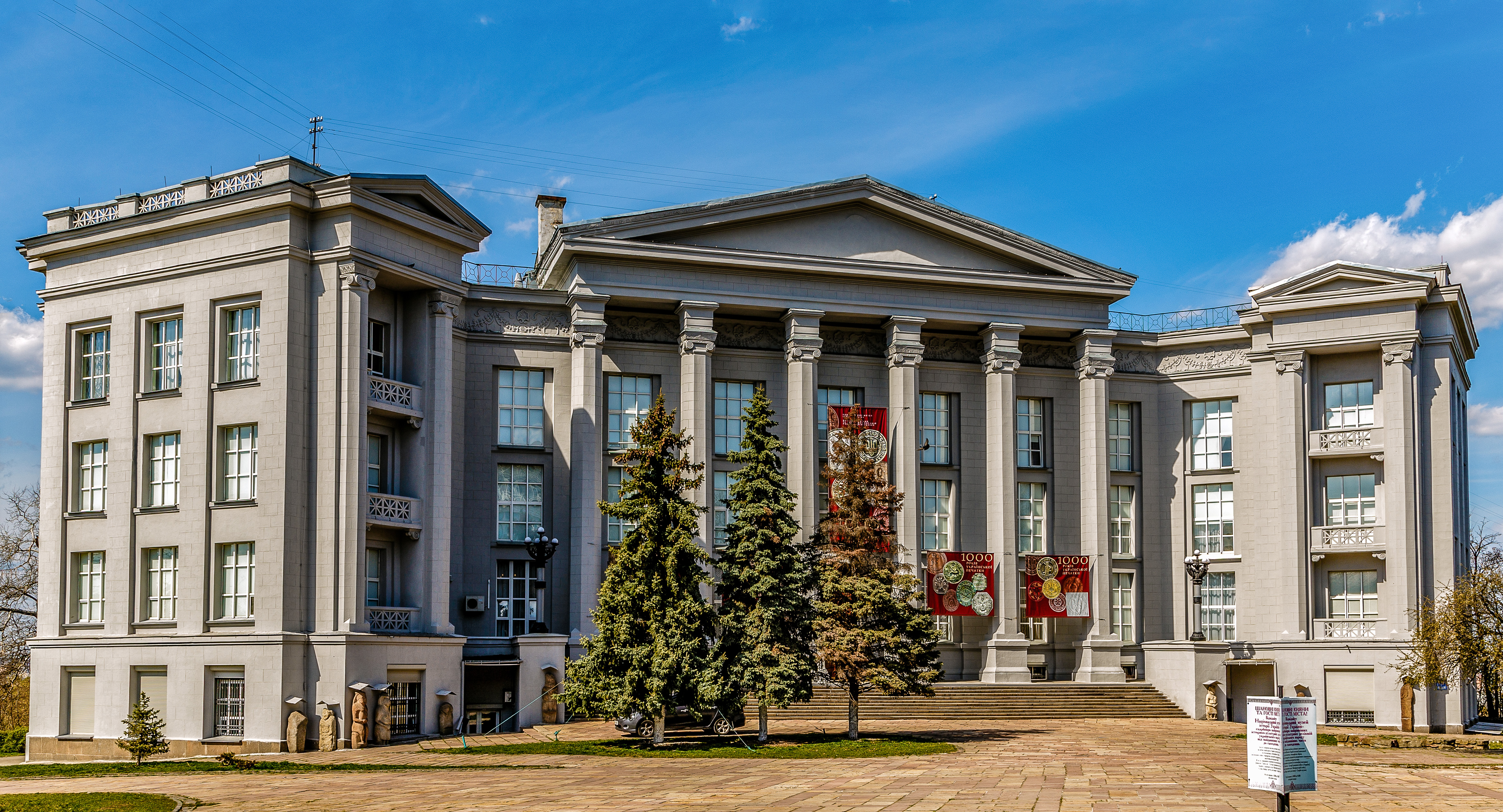
Das Nationale Historische Museum der Ukraine

Im Jahr 2021 wurden die ersten Stolpersteine in Kiew verlegt.

### Museen
Kiew ist ein kulturelles Zentrum der Ukraine und besitzt eine große Zahl an Museen. Zu den bekannteren zählen: Eine-Straße-Museum, Hetman-Museum, Iwan-Hontschar-Museum, Lessja-Ukrajinka-Museum, Michail-Bulgakow-Museum, Wiktor Kossenko Museum, Nationales Museum der Geschichte der Ukraine im Zweiten Weltkrieg, Nationales Museum Taras Schewtschenko, Nationales Historisches Museum der Ukraine, Nationales Kunstmuseum der Ukraine, Nationalmuseum Kiewer Kunstgalerie, Museum der Geschichte Kiews, Tschernobyl-Museum, Chanenko Museum, Museum für Volksarchitektur und Brauchtum der Ukraine der Kultur- und Museumskomplex Mystezkyj Arsenal, Wassermuseum Kiew und die Zentralna Rada.

### Theater
In Kiew gibt es zahlreiche Theater und Studios, wie zum Beispiel Nationales Iwan-Franko-Schauspielhaus, Nationaltheater des russischen Dramas Lessja-Ukrajinka, Theater „PoeT“, Theater am Podol, Kiewer Akademisches Junges Theater, Kiewer Staatliches Akademisches Puppentheater, Kiewer Städtisches Akademisches Puppentheater, Kiewer Staatliches Akademisches Drama- und Comedy-Theater am linken Dnipro-Ufer, Kiewer Varietätstheater, Theater „Silver Island“. Alle diese Kultureinrichtungen liegen im Zentrum Kiews.

### Oper und Konzertsäle
Die Hauptorte des modernen Musiklebens in Kiew sind das Taras-Schewtschenko-Opernhaus, die Nationale Philharmonie der Ukraine, die Nationale Konzerthalle der Orgel- und Kammermusik der Ukraine, das Kiewer Nationales akademisches Theater der Operette. Konzerte der akademischen Musik finden auch in großen und kleinen Sälen der Nationalen Peter-Tschaikowski-Musikakademie der Ukraine, dem Konzertsaal des Tonaufzeichnungshauses, dem Haus der Wissenschaftler, dem Haus des Lehrers, dem Haus des Schauspielers, den Konzertbühnen des Zentralparks und des Chreschtschatyj-Parks statt.
Hervorragende Musiker wie Mykola Lyssenko, Oleksandr Koschyz, Mykola Leontowytsch, Jakiw Stepowyj, Kyrylo Stezenko, Reinhold Glière, Boleslaw Jaworskyj, Lewko Rewuzkyj, Borys Ljatoschynskyj, Mykola Wilinskyj, Hryhorij Werowka, Borys Hmyrja, Stefan Turczak, Iwan Karabyz, Wolodymyr Symonenko arbeiteten in Kiew. Zu den zeitgenössischen Komponisten gehören Walentyn Sylwestrow und Jewhen Stankowytsch.
In Kiew gibt es professionelle Chöre, wie die Nationale Akademische Kapelle der Ukraine „Dumka“, den Nationalen ukrainischen Hryhorij-Werowka-Volkschor, die Lewko-Rewuzkyj-Männerchorkapelle der Ukraine, die Nationale Akademische Chorkapelle der NAN-Ukraine „Goldenes Tor“, die Kammerchöre „Kiew“, „Khreshchatyk“, „Credo“, die Chorkapelle der Jungen und jungen Männer „Glocke“ und andere.
Die Konzerte der Unterhaltungsmusik finden im Palast der Ukraine, im Sportpalast, im Oktoberpalast, im Ukrainischen Haus, im Kulturhaus der KPI, im Zentralen Künstlerhaus, im FreeDom-Konzertsaal und in anderen Hallen statt. In der warmen Jahreszeit gibt es Konzerte und Festivals der ukrainischen Ethno- und Rockmusik auch auf Spiwotsche pole (deutsch: Lieder- oder Sängerfeld), einem Platz für Konzertaufführungen im Pechersky-Landschaftspark.

### Kulturveranstaltungen
In Kiew finden Veranstaltungen mit den unterschiedlichsten kulturellen Ausrichtungen statt. Regelmäßig werden in Kiew Musikfestivals abgehalten, insbesondere für akademische Musik – das Kiew-Musikfest, das Forum für junge Musik, Musikalische Premieren der Saison, das Klaviermusikfestival Vladimir Krainev invites, das Festival für Chormusik Goldenes Kiew, sowie Festivals für Popmusik – Chervona Ruta (ukrainisch Червона рута), Kraina Mriy (ukrainisch Країна Мрій) und andere.
Ein integraler Bestandteil des Musiklebens der Hauptstadt sind periodische Musikwettbewerbe: Internationaler Wettbewerb für junge Pianisten in Erinnerung an Vladimir Horowitz, Internationaler Stefan-Turczak-Wettbewerb für Dirigenten, Internationaler Mykola-Leontowytsch-Wettbewerb für Chöre, Internationaler Salome-Kruschelnytska-Wettbewerb für Opernsängern, Internationaler Hnat-Chotkewytsch-Wettbewerb für Künstlern auf ukrainischen Volksinstrumenten sowie Internationaler Mykola-Lyssenko-Musikwettbewerb.
Jährlich findet in Kiew die Verleihung des „Kiewer Pektorale“-Preises für Theaterkunst in der Ukraine, der 1992 vom Nationalverband der Theaterschaffenden der Ukraine (ukrainisch Національна спілка театральних діячів України) und dem Hauptamt für Kultur der Stadt Kiew gegründet wurde. „Kiewer Pektorale“ ist der älteste Theaterpreis im postsowjetischen Raum.

## Politik

### Stadtrat
Der Kiewer Stadtrat (Київська міська рада) ist das höchste politische Organ der Stadt und nimmt in der „Stadt mit Sonderstatus“ kommunalpolitische Aufgaben wahr.
Die Mitglieder des Stadtrates werden in direkter Wahl auf fünf Jahre durch die Bevölkerung der Stadt gewählt. Der ebenfalls direkt gewählte Bürgermeister Kiews ist der Vorsitzende des Stadtrates.
Der Stadtrat tagt in dem in den 1950er Jahren im Stil des sozialistischen Klassizismus errichteten Gebäude des Kiewer Stadtrates auf dem Chreschtschatyk Nr. 36 im Zentrum Kiews.

#### Bürgermeister

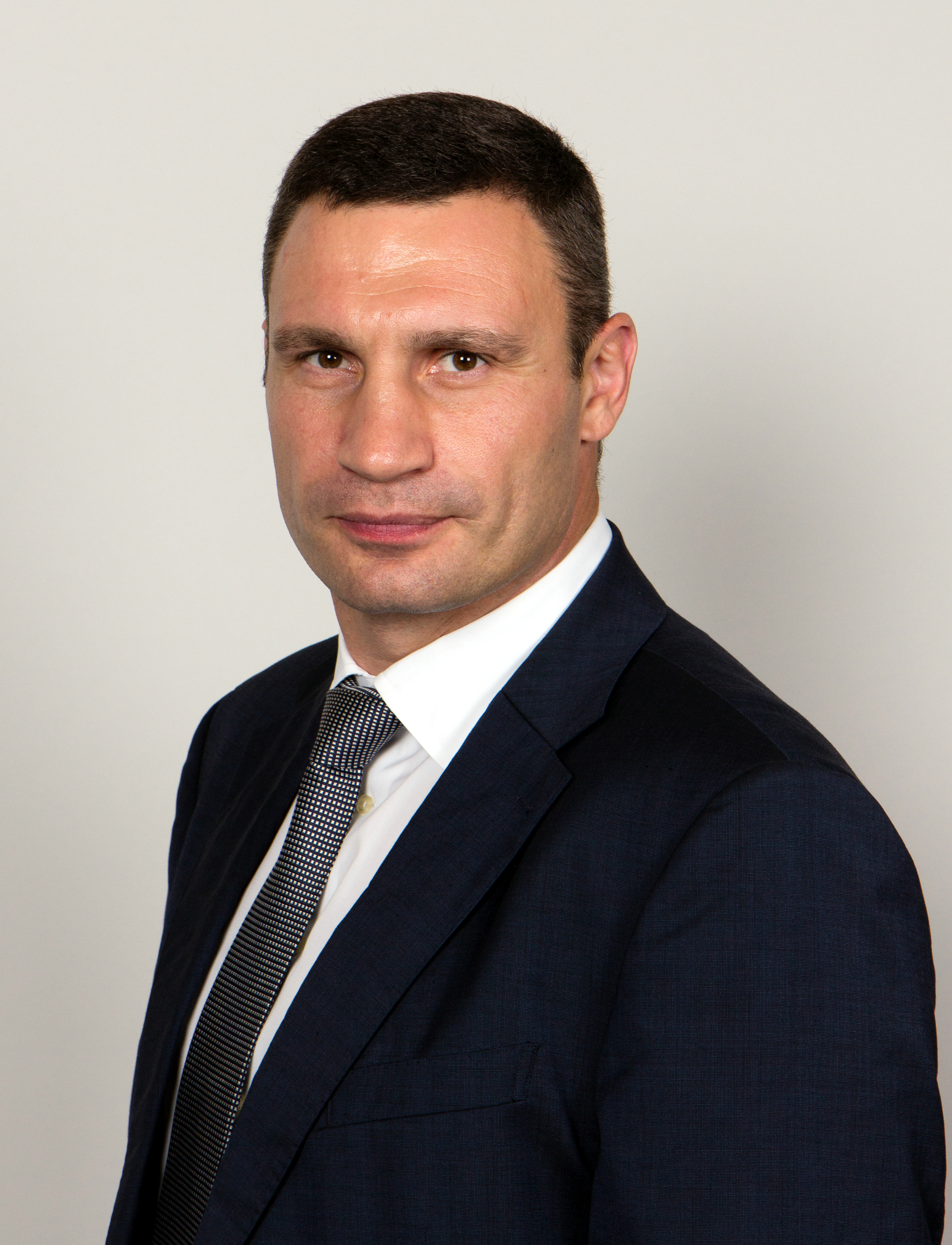
Vitali Klitschko, Bürgermeister von Kiew

Heute ist der am 25. Mai 2014 mit 57,4 % der Stimmen im ersten Wahlgang gewählte Vitali Klitschko Bürgermeister und somit Vorsitzender des Stadtrates.
Bei den Kommunalwahlen in der Ukraine 2015 fanden in Kiew zwei Wahlgänge zur Bürgermeisterwahl statt. Im ersten Wahlgang erreichte Vitali Klitschko 40,57 % der Stimmen (353.312 total), Boryslaw Beresa (Борислав Юхимович Береза) 8,85 % (77.029 total), Oleksandr Omeltschenko 8,47 % (73.724 total), Wolodymyr Bondarenko (Володимир Дмитрович Бондаренко) 7,86 % (68.460 total) und Serhij Hussowskyj (Сергій Михайлович Гусовський) 7,72 % (67.197 total). Da keiner der Kandidaten eine absolute Mehrheit erhielt, wurde ein zweiter Wahlgang notwendig, der am 15. November 2015 stattfand. Bei der Stichwahl wurde Vitali Klitschko mit 66,5 % gegenüber 33,5 %, die Boryslaw Beresa erhielt, im Amt des Bürgermeisters bestätigt.
Bürgermeister/Stadtoberhäupter von Kiew mit ihren Amtszeiten nach 1943 sind
Während der Sowjetzeit
- 1943–1944: Leonid Lebed
- 1944–1946: Fedir Mokienko
- 1946–1947: Fedor Chebotaryov
- 1947–1963: Oleksiy Davydov
- 1963–1968: Mykhailo Burka
- 1968–1979: Volodymyr Gusev
- 1979–1990: Valentyn Zghursky
- 1990–0000 Mykola Lavrukhin

Seit der ukrainischen Unabhängigkeit
- 1990–0000 Arnold Nasartschuk (Арнольд Назарчук)
- 1990–1991: Hryhorij Malyschewskyj (Григорій Малишевський)
- 1991–1992: Olexander Mosijuk (Олександр Мосіюк)
- 1992–1994: Wassyl Nesterenko (Василь Нестеренко)
- 1994–1998: Leonid Kossakiwskyj (Леонід Косаківський)
- 1999–2006: Oleksandr Omeltschenko (Олександр Омельченко)
- 2006–2012: Leonid Tschernowezkyj (Леонід Черновецький)
- 2012–2014: Halyna Hereha (Галина Герега, kommissarisch)
- seit 2014: Vitali Klitschko (Віталій Кличко)

### Partnerstädte
Kiew listet internationale Beziehungen zu folgenden Städten auf:
| Stadt          | Region/Land                            | seit      | Typ                |
| -------------- | -------------------------------------- | --------- | ------------------ |
| Ankara         | Türkei                                 | 1993      | Partnerstadt       |
| Aşgabat        | Turkmenistan                           | 2001      | Kooperation        |
| Astana         | Kasachstan                             | 1998      | Kooperation        |
| Athen          | Griechenland                           | 1996      | Städtefreundschaft |
| Baku           | Aserbaidschan                          | 1997      | Kooperation        |
| Barcelona      | Katalonien, Spanien                    | 2022      |                    |
| Belgrad        | Serbien                                | 2002      | Kooperation        |
| Berlin         | Deutschland                            | 2023      | Partnerstadt       |
| Bern           | Schweiz                                | 2019      |                    |
| Bischkek       | Kirgisistan                            | 1997      | Kooperation        |
| Brasilia       | Distrito Federal, Brasilien            | 2000      | Schwesterstadt     |
| Bratislava     | Slowakei                               | 1969      | Partnerstadt       |
| Breslau        | Niederschlesien, Polen                 | 2023      | Kooperation        |
| Brüssel        | Belgien                                | 1997      | Städtefreundschaft |
| Budapest       | Ungarn                                 | 1993      | Städtefreundschaft |
| Buenos Aires   | Argentinien                            | 2000      | Städtefreundschaft |
| Chicago        | Illinois, Vereinigte Staaten           | 1991      | Partnerstadt       |
| Chișinău       | Moldau                                 | 1993      | Schwesterstadt     |
| Dublin         | Leinster, Irland                       | 2022      | Partnerstadt       |
| Edinburgh      | Schottland, Vereinigtes Königreich     | 1989      | Schwesterstadt     |
| Florenz        | Toskana, Italien                       | 1967      | Partnerstadt       |
| Genf           | Schweiz                                | 2003      | Partnerstadt       |
| Guangzhou      | Zhongnan, Volksrepublik China          | 2020      |                    |
| Hamburg        | Deutschland                            | 2022      |                    |
| Hanoi          | Vietnam                                |           |                    |
| Havanna        | Kuba                                   | 1994      | Städtefreundschaft |
| Helsinki       | Uusimaa, Finnland                      | 1993      | Partnerstadt       |
| Jakarta        | Java, Indonesien                       | 2007      | Kooperation        |
| Jerewan        | Armenien                               | 1995      | Partnerstadt       |
| Jerusalem      | Israel                                 | 2000      | Kooperation        |
| Kopenhagen     | Dänemark                               | 2023      |                    |
| Krakau         | Polen                                  | 1993      | Schwesterstadt     |
| Kyōto          | Kinki, Japan                           | 1971      | Schwesterstadt     |
| Leipzig        | Sachsen, Deutschland                   | 1956      | Partnerstadt       |
| Lima           | Peru                                   | 2010      | Schwesterstadt     |
| Lissabon       | Portugal                               | 2000      | Städtefreundschaft |
| Lyon           | Auvergne-Rhône-Alpes, Frankreich       | 2022      | Städtefreundschaft |
| Madrid         | Spanien                                | 2022      | Städtefreundschaft |
| Marseille      | Provence-Alpes-Côte d’Azur, Frankreich | 2022      | Partnerstadt       |
| Mexiko         | Mexiko                                 | 1997      | Städtefreundschaft |
| Minsk          | Belarus                                | 1997–2022 |                    |
| München        | Bayern, Deutschland                    | 1989      | Schwesterstadt     |
| Moskau         | Russland                               | bis 2016  |                    |
| Odense         | Dänemark                               | 1989      | Städtefreundschaft |
| Osch           | Kirgisistan                            | 2002      | Kooperation        |
| Oslo           | Norwegen                               | 2022      |                    |
| Paris          | Île-de-France, Frankreich              | 1992      | Städtefreundschaft |
| Peking         | Volksrepublik China                    | 1993      | Städtefreundschaft |
| Podgorica      | Montenegro                             | 2021      | Städtefreundschaft |
| Posen          | Wielkopolska, Polen                    | 2021      |                    |
| Pretoria       | Gauteng, Südafrika                     | 1993      | Städtefreundschaft |
| Riga           | Livland, Lettland                      | 1998      | Kooperation        |
| Rio de Janeiro | Brasilien                              | 2000      | Kooperation        |
| Rom            | Latium, Italien                        | 1999      | Städtefreundschaft |
| Santiago       | Chile                                  | 1998      | Partnerstadt       |
| Sarajevo       | Federacija, Bosnien und Herzegowina    | 2022      | Städtefreundschaft |
| Seoul          | Südkorea                               | 2023      |                    |
| Sofia          | Bulgarien                              | 1997      | Kooperation        |
| Stockholm      | Schweden                               | 1999      | Kooperation        |
| Suzhou         | Jiangsu, Volksrepublik China           | 2005      | Partnerstadt       |
| Taipeh         | Taiwan                                 | 2023      | Kooperation        |
| Tallinn        | Harju, Estland                         | 1994      | Partnerstadt       |
| Tampere        | Pirkanmaa, Finnland                    | 1954      | Schwesterstadt     |
| Taschkent      | Usbekistan                             | 1998      | Kooperation        |
| Tiflis         | Georgien                               | 1999      | Städtefreundschaft |
| Tirana         | Albanien                               | 2021      | Kooperation        |
| Toronto        | Ontario, Kanada                        | 1991      | Partnerstadt       |
| Toulouse       | Okzitanien, Frankreich                 | 1975      | Städtefreundschaft |
| Tripolis       | Libyen                                 | 2001      | Kooperation        |
| Vilnius        | Litauen                                | 1991      | Partnerstadt       |
| Warschau       | Masowien, Polen                        | 1994      | Partnerstadt       |
| Wien           | Österreich                             | 1992      | Kooperation        |
| Wolgograd      | Russland                               | bis 2016  |                    |
| Wuhan          | Hubei, Volksrepublik China             | 1990      | Städtefreundschaft |

### Ehrungen
Am 22. März 2022 verlieh der Stadtrat von Paris der Stadt Kiew einstimmig die Ehrenbürgerschaft. Damit wurde dieser Titel erstmals einer Stadt verliehen.

## Wirtschaft und Infrastruktur

### Industrie
Die Nähe von Kohle und Stahl (Donezbecken) hat in Sowjetzeiten einen breiten Maschinenbausektor entstehen lassen. In Kiew wurden Flugzeuge, Flussschiffe und Motorräder hergestellt. Zu den Spitzenerzeugnissen der Sowjetunion zählten Foto- und Filmgeräte aus Kiew.

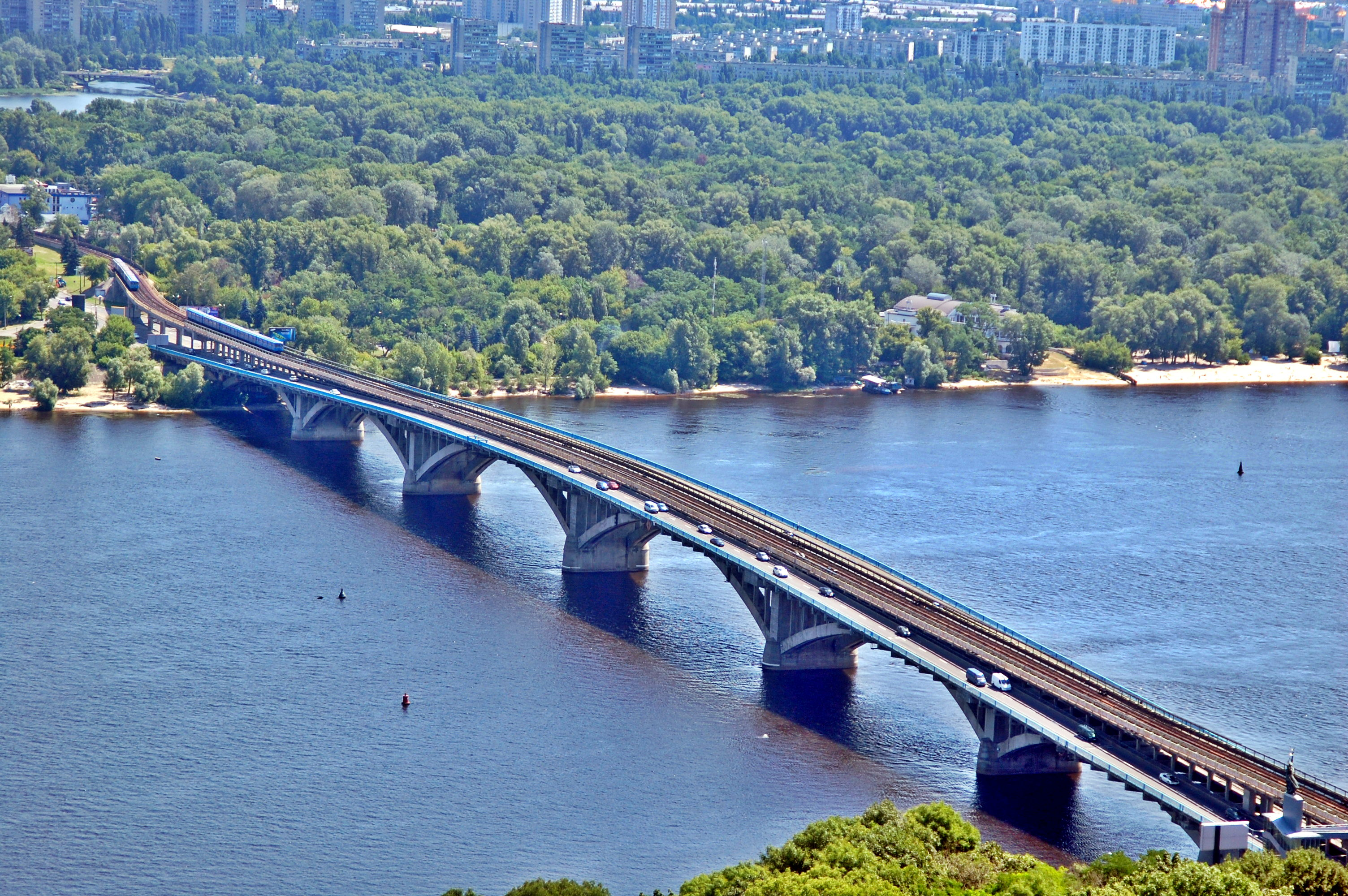
Eine Brücke über den Dnipro

In Kiew sind alle Ministerien sowie die Hauptverwaltungen der meisten großen Unternehmen der Stahlindustrie, des Maschinen- und Fahrzeugbaus, des Flugzeugbaus (Antonow im Stadtteil Swjatoschyn mit 14.000 Beschäftigten), der Chemieindustrie, der Nahrungs- und Genussmittelindustrie (Roshen), der Solarindustrie, der Gas- und Ölgesellschaften, der Energieerzeuger sowie des Luftverkehrs und der Finanzwirtschaft angesiedelt. Ein Hersteller von optischen und feinmechanischen Geräten ist das Arsenal-Werk.

### Finanzwirtschaft
Auch die Wertpapierbörsen des Landes, die PFTS Ukraine Stock Exchange und die Ukrainian Exchange befinden sich hier.

### Messen und Ausstellungen
In Kiew befinden sich die Messe- und Ausstellungsgelände Expocenter der Ukraine und KiewExpoPlaza.

### Tourismus
Es gibt (Stand 22. Mai 2017) keine städtische Touristeninformation in der Stadt, am Flughafen oder am Bahnhof. Private Agenturen übernehmen die Vermittlung von Hotelzimmern, Autovermietungen oder Stadtführungen. Derzeit gibt es für Touristen der Europäischen Union keine Visumpflicht. Ein gültiger Reisepass ist jedoch zur Einreise notwendig.

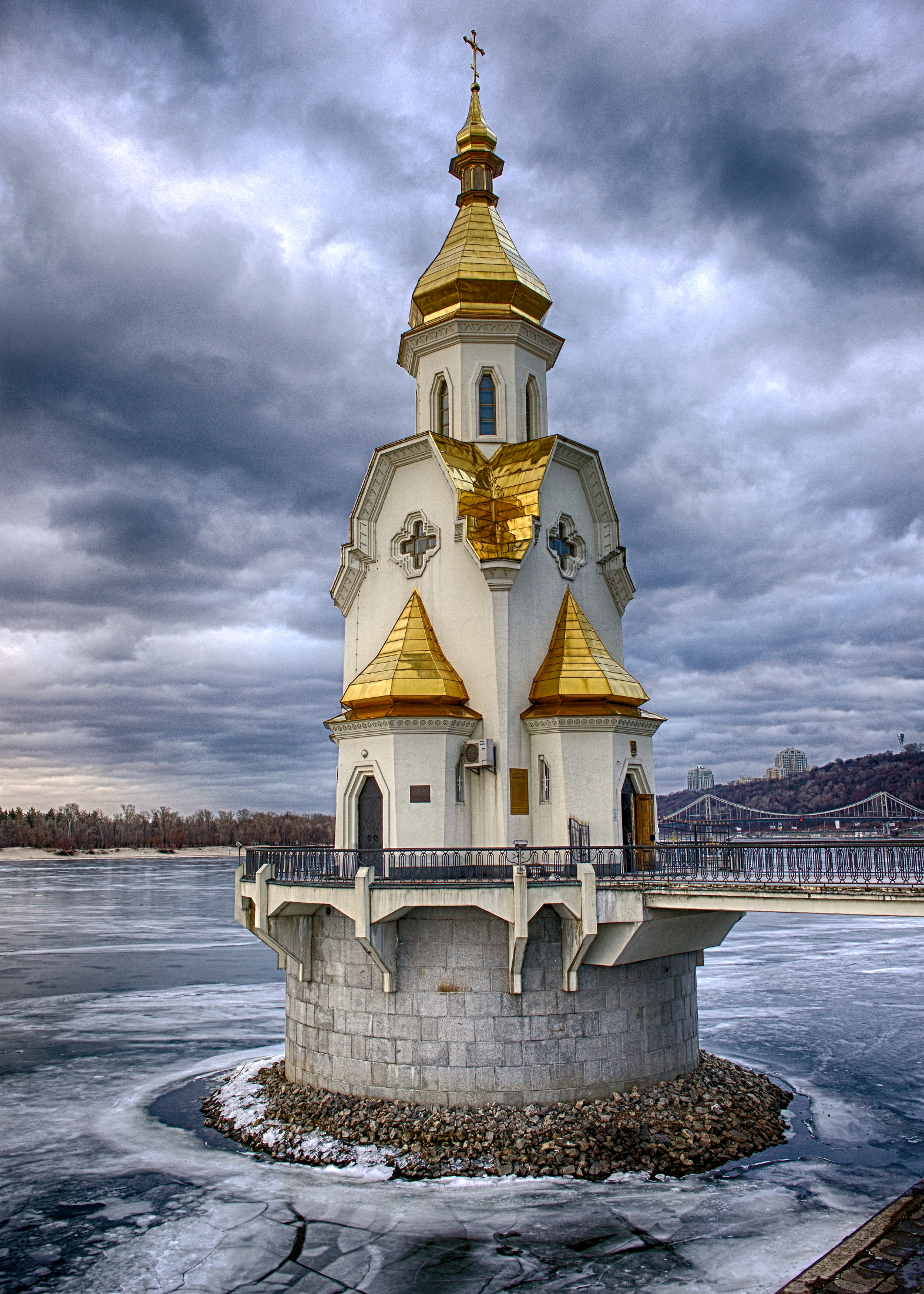
St. Nikolai auf dem Wasser
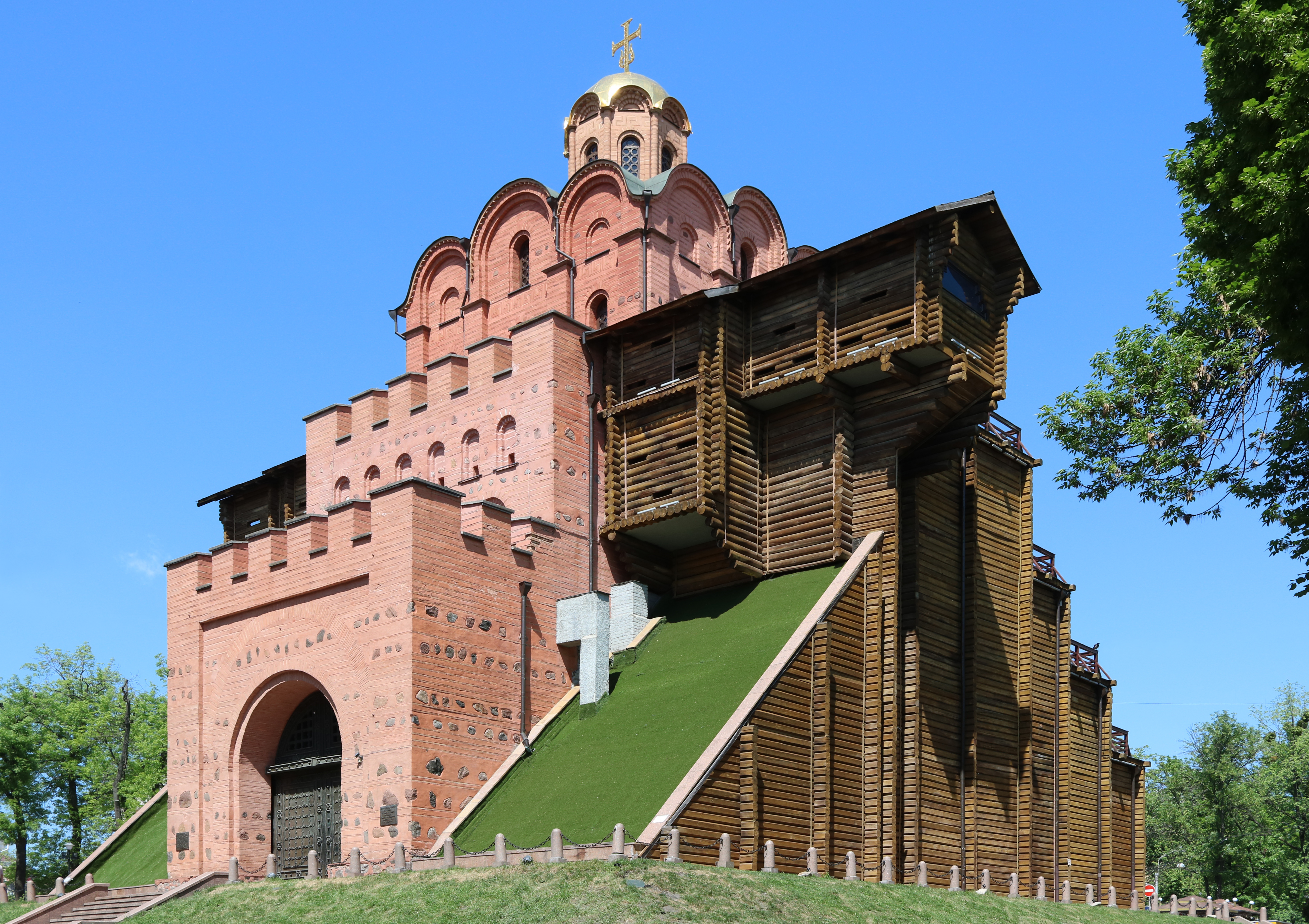
Goldenes Tor
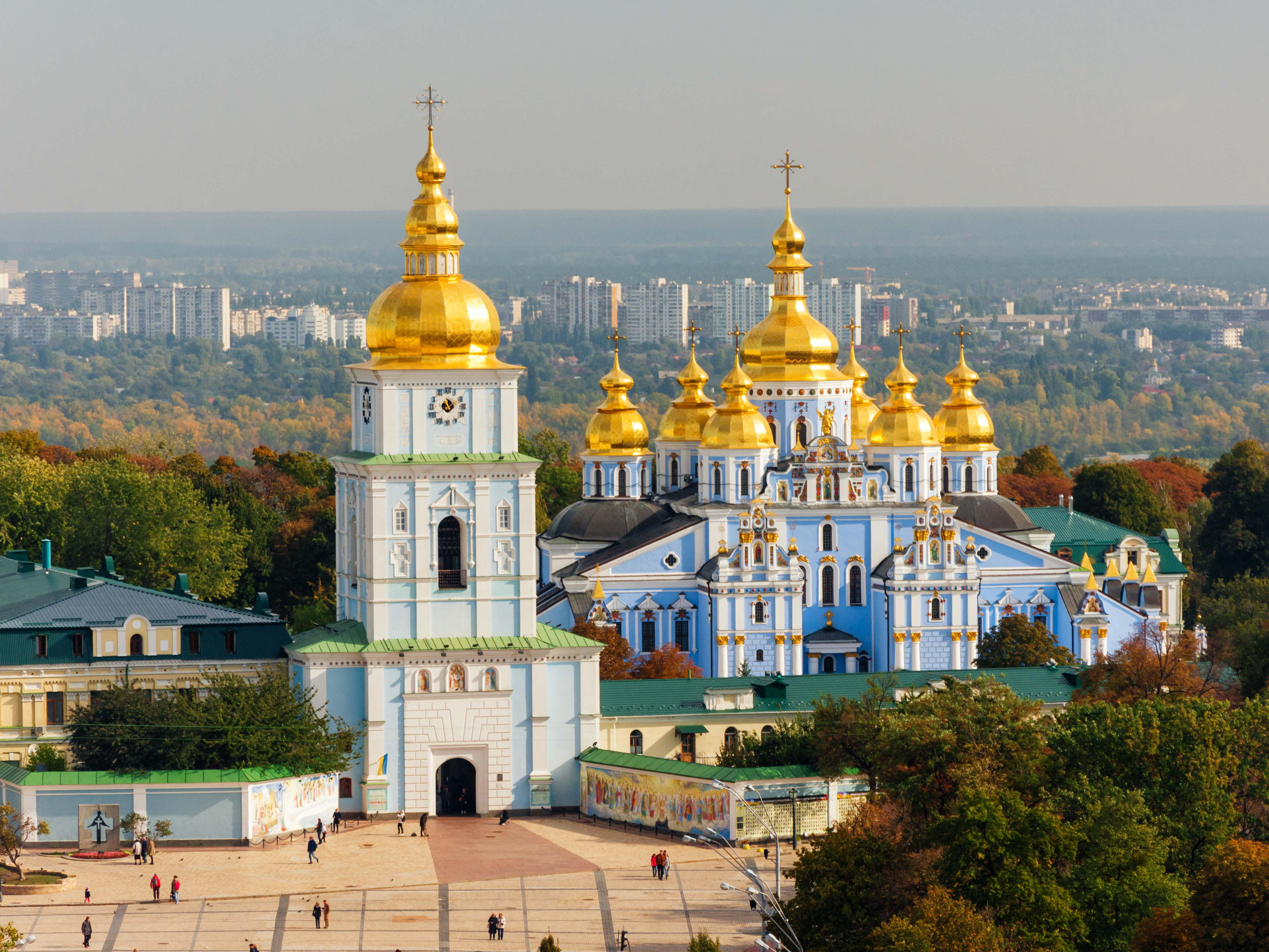
St. Michaelskloster
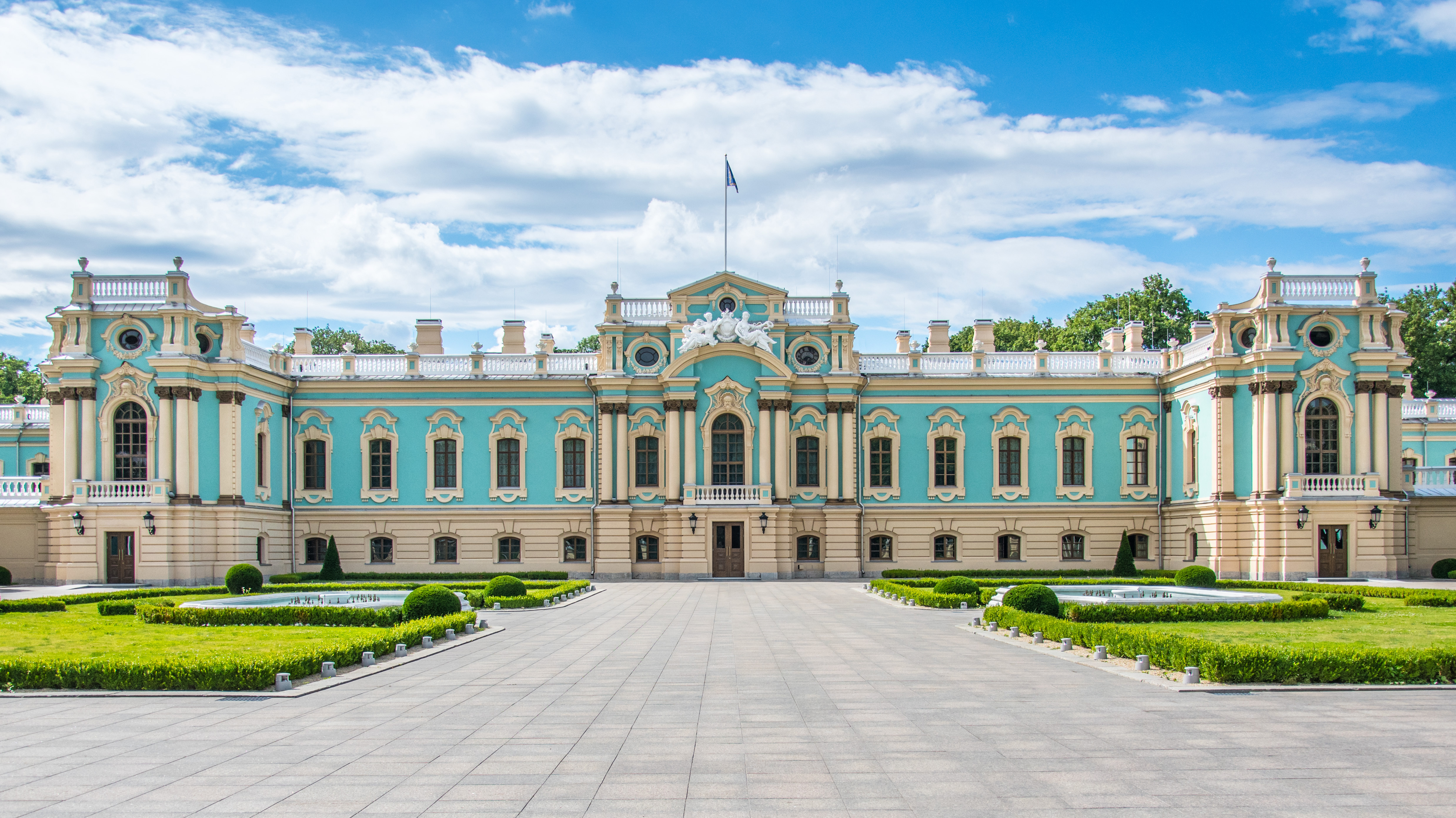
Marienpalast
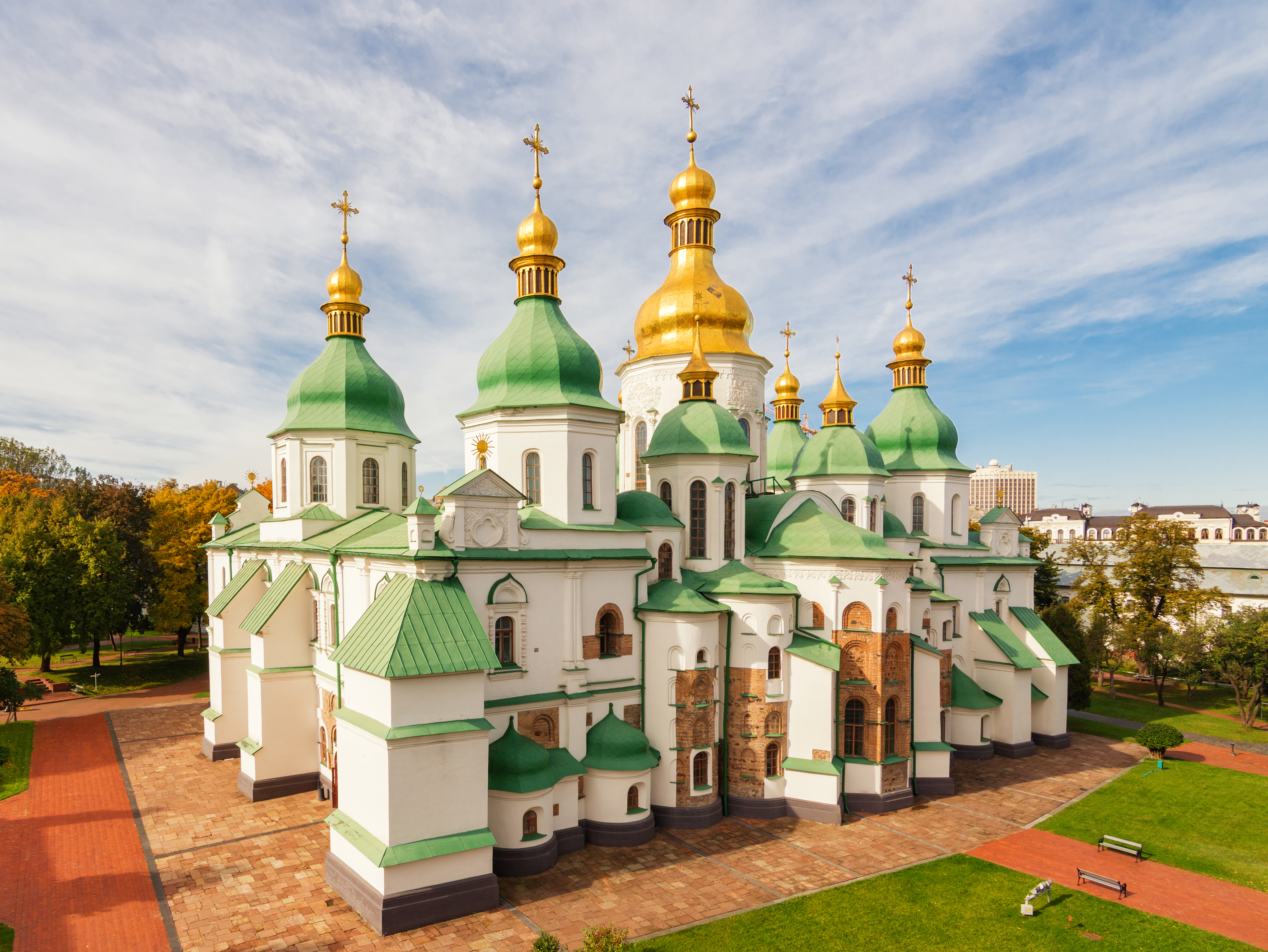
Kiewer Sophienkathedrale
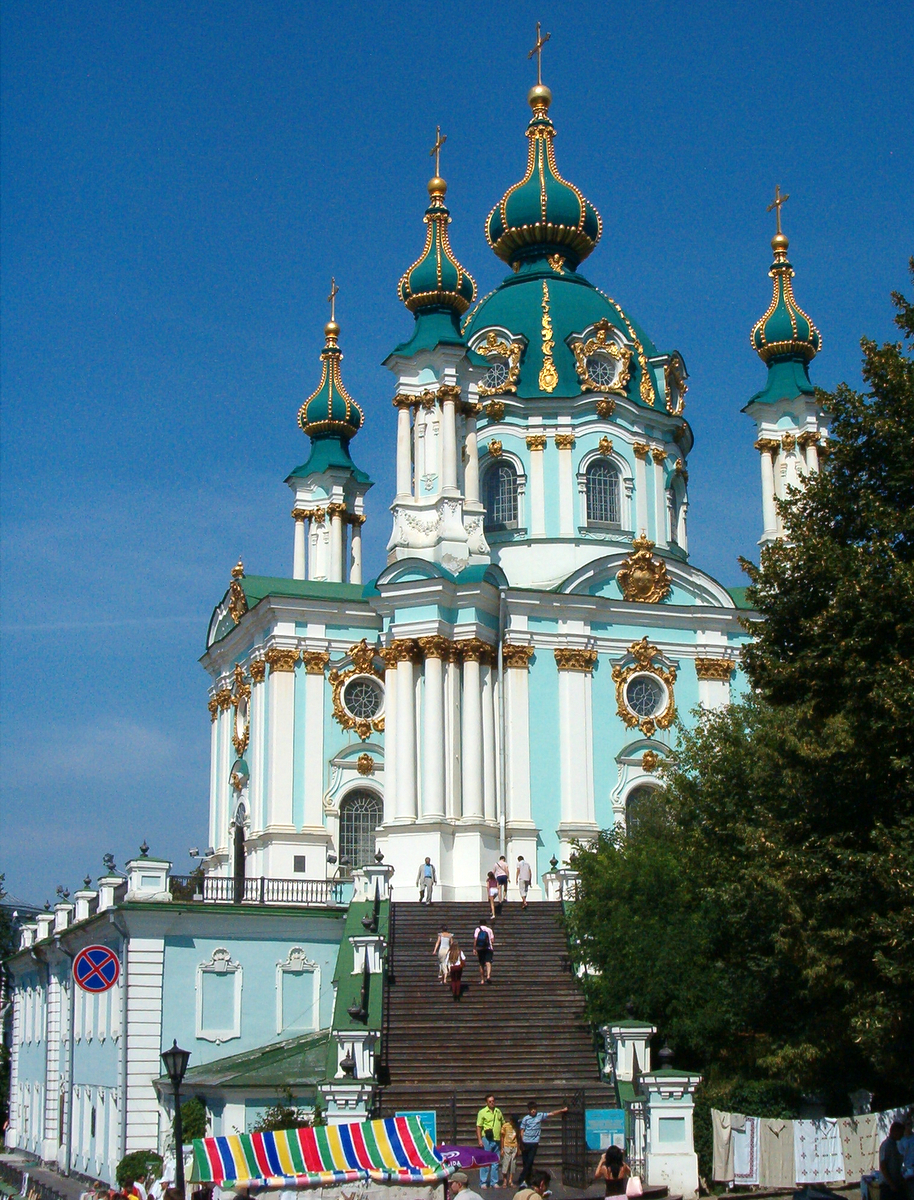
St.-Andreas-Kirche

### Infrastruktur
Kiew ist Anziehungspunkt für den Tourismus, wirtschaftliches Zentrum und neben Lemberg und Odessa kultureller Mittelpunkt des Landes. Kiew ist einer der wichtigsten Verkehrsknotenpunkte Osteuropas als Schnittpunkt der Verkehrswege Istanbul/Athen–Sofia–Kiew–Minsk/Moskau und Westeuropa–Kaukasus. Außerdem hat Kiew einen Flusshafen am Dnipro, der von der Nordbrücke und sieben weiteren Brücken innerhalb des Stadtgebietes überbrückt wird. Seit der Zerstörung des Stauwerks des Kachowkaer Stausees im Juni 2023 im Zuge des Russisch-Ukrainischen Kriegs hat der Dnipro den schiffsmäßigen Anschluss zum Schwarzen Meer verloren.

#### Straßenverkehr
Als Hauptstadt bildet Kiew einen Knotenpunkt im ukrainischen Straßennetz. In Kiew kreuzen sich die E40 (Calais/Frankreich nach Ridder/Kasachstan), die E95 (Sankt Petersburg/Russland nach Merzifon/Türkei) und die E101. Außerdem die Fernstraßen nach Belarus (M01), Russland (über Charkiw M03), Odessa (M05), Ungarn (über Lemberg M06), Polen (M07), Snamjanka (N01), Sumy (N07) und Dnipro (N08). Im Westen leitet der durch die T–10–27 gebildete Autobahnring den Durchgangsverkehr um die Stadt. Von Osten kommender Verkehr überquert den Dnipro in der Stadt und wird über die auf der Westseite liegende N01 geleitet. Kiew besitzt, neben einem Zentralen Busbahnhof, mehrere Busbahnhöfe für den Fernbusverkehr.

#### Eisenbahn
Zahlreiche internationale Eisenbahnverbindungen führen zum Hauptbahnhof (Kyjiw-Passaschyrskyj) in Kiew, unter anderem aus Russland, Polen, Ungarn, Belarus, Moldawien, Österreich und der Slowakei. Kiew hatte ferner Zugang zur Transsibirischen Eisenbahn, hier gab es die vermutlich weltlängste Eisenbahnverbindung Kiew–Wladiwostok.

#### Flugverkehr

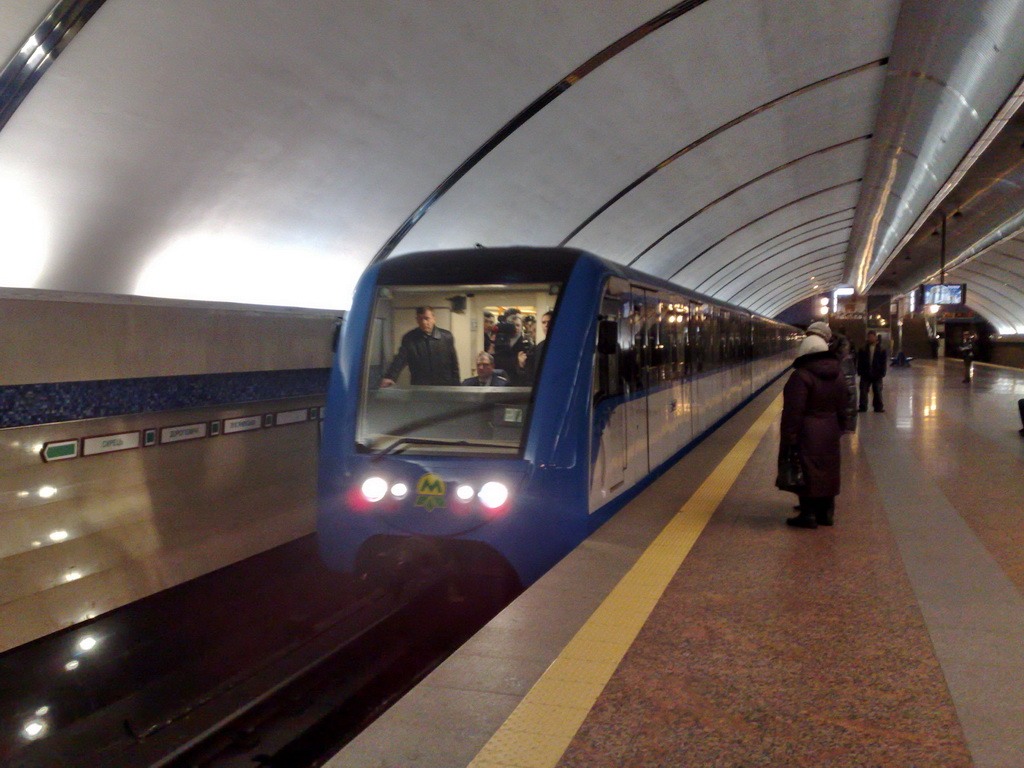
Metro Kiew

Kiew wird von drei Flughäfen bedient. Der kleinere und ältere der beiden Passagierflughäfen, Kiew-Schuljany, liegt im Stadtgebiet und wird überwiegend von Privat-Jets genutzt. Die Firma Wizz Air sowie einige ukrainische Chartergesellschaften bieten Flüge ins In- und Ausland an. In Boryspil, etwa 15 km östlich der Stadtgrenze beziehungsweise 30 km südöstlich des Zentrums, liegt der größere Flughafen Kiew-Boryspil (nach russischer Schreibweise auch als Borispol bekannt), der deutlich mehr Verbindungen hat und von den meisten internationalen Linien angeflogen wird. Der Flughafen Kiew-Hostomel ist außerdem ein internationaler Frachtflughafen in der nordwestlichen Vorstadt Hostomel (russ. Gostomel). Der Flugplatz Swjatoschyn westlich der Stadt ist der Werksflugplatz des Flugzeugherstellers Antonow.

#### Innerstädtischer Verkehr
Dem innerstädtischen Verkehr dienen Trolleybusse, Busse und die Straßenbahn des städtischen Verkehrsbetriebs Kyjiwpastrans, außerdem Marschrutkas (Kleinbus-Linientaxen), die S-Bahn und die Metro. Letztere besitzt drei die Stadt durchkreuzende Linien. Im Berufsverkehr verkehrt die Metro zum Teil im 90-Sekunden-Takt, sonst alle zwei bis vier Minuten. Abends können es auch 7–10 Minuten sein, nach 23 Uhr bis zu 12–15 Minuten. Nachts (von etwa Mitternacht bis etwa 05:45 Uhr früh) ist die Metro geschlossen. Außerdem verbindet eine Standseilbahn (Funikuler) den Stadtteil Podil am Dnipro-Ufer mit dem Stadtzentrum.

### Hochschulen

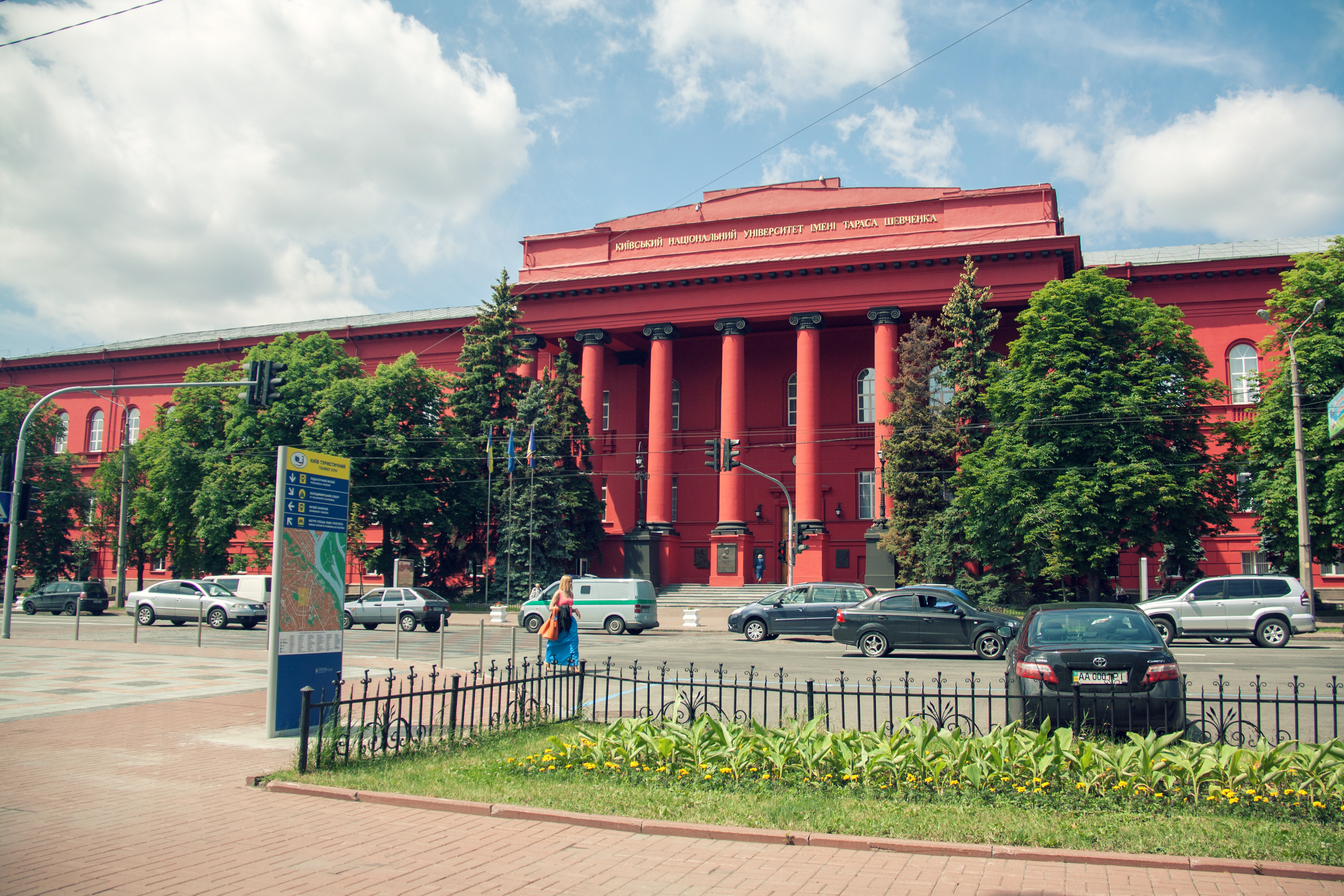
Nationale Taras-Schewtschenko-Universität

Es gibt insgesamt 99 Hochschulen. Die größten beziehungsweise wichtigsten sind
- Nationale Taras-Schewtschenko-Universität (KDU), gegründet 1834
- Nationale Medizinische Oleksandr-Bohomolez-Universität (NMU), gegründet 1841
- Nationale Technische Universität „Kiewer Polytechnisches Institut Ihor Sikorskyj“ (KPI), gegründet 1898
- Nationale Universität Kiew-Mohyla Akademie (NaUKMA), gegründet 1632/1992
- Nationale Wirtschaftsuniversität Kiew (KNEU), gegründet 1906
- Nationale Musikakademie der Ukraine (NMAU), gegründet 1913
- Nationale Akademie der Bildenden Künste und Architektur (НАОМА), gegründet 1917
- Kiewer Nationale Universität für Bauwesen und Architektur (KNUCA, ehem. KISI), gegründet 1930
- Nationale Luftfahrt-Universität, gegründet 1933
- Kiewer Nationale Universität für Handel und Wirtschaft (KNUTE), gegründet 1946

## Sport
Der bekannteste Sportverein der Stadt und der Ukraine ist Dynamo Kiew. Der 1927 gegründete Club zählte mit 13 Meistertiteln und 9 Pokalsiegen zu den erfolgreichsten Vereinen der Sowjetunion. Auf internationaler Ebene gewann Dynamo Kiew in den Jahren 1975 und 1986 jeweils den Europapokal der Pokalsieger. Nach der Unabhängigkeit der Ukraine war Dynamo zunächst der dominierende Verein des Landes, seit den 2000er-Jahren teilt sich Dynamo Kiew die nationale Vormachtstellung mit Schachtar Donezk aus dem Osten des Landes.
Weitere höherklassige Kiewer Fußballclubs sind Arsenal Kiew und Obolon Kiew; hinzu kommen der Basketballverein BK Kiew, der Handballverein Spartak Kiew sowie der ukrainische Rekordmeister im Eishockey und der HK Sokil Kiew.
Die herausragende Kiewer Persönlichkeit des Sports war Walerij Lobanowskyj, langjähriger Spieler und Trainer von Dynamo Kiew. Als Trainer stand er bei beiden Europapokalerfolgen des Vereins an der Seitenlinie und war darüber hinaus u. a. auch Trainer der sowjetischen Nationalmannschaft. Mit dem Team erreichte er bei der Europameisterschaft 1988 das Endspiel und war später auch Trainer der ukrainischen Nationalmannschaft. Nach seinem Tod im Jahr 2002 wurde das Dynamo-Stadion nach ihm benannt, langjährige Heimspielstätte des Vereins, recht zentral unweit des Majdan gelegen und mit einem Fassungsvermögen von knapp 17.000 Zuschauern.
Die größte Sportstätte der Stadt ist das rund 70.000 Zuschauer fassende Olympiastadion. Ebenfalls recht zentral in der Stadt gelegen, dient die 1923 erbaute und später mehrfach renovierte Arena als Nationalstadion und seit 2011 zudem als Heimspielstätte der Dynamo-Fußballer. Im Rahmen der Fußball-Europameisterschaft 2012 fanden hier fünf Spiele statt, darunter das Finale zwischen Spanien und Italien, das die Spanier mit 4:0 gewannen. Von 1968 bis zu deren Rückbau im Jahr 2003 befand sich am Nationalstadion mit dem Tramplin Olimpijskiy eine Skisprungschanze der Kategorie K80.
Im August 2007 war Kiew Austragungsort der Weltmeisterschaften im Orientierungslauf.

## Persönlichkeiten
Berühmte Söhne und Töchter Kiews sind unter anderem der Schriftsteller Michail Bulgakow (1891–1940), die Filmregisseurin Maya Deren (1917–1961), die Schauspielerin Milla Jovovich (* 1975), der Maler Kasimir Malewitsch (1879–1935), die israelische Ministerpräsidentin Golda Meir (1898–1978) und der Luftfahrtpionier Igor Sikorski (1889–1972).
Weitere in der Stadt geborene Persönlichkeiten sind in der Liste von Söhnen und Töchtern der Stadt Kiew aufgeführt, Ehrenbürger der Stadt finden sich auf der Liste der Ehrenbürger von Kiew. Die Rektoren der Kiewer Universität finden sich auf der Liste der Rektoren der Universität Kiew.